# 戦艦

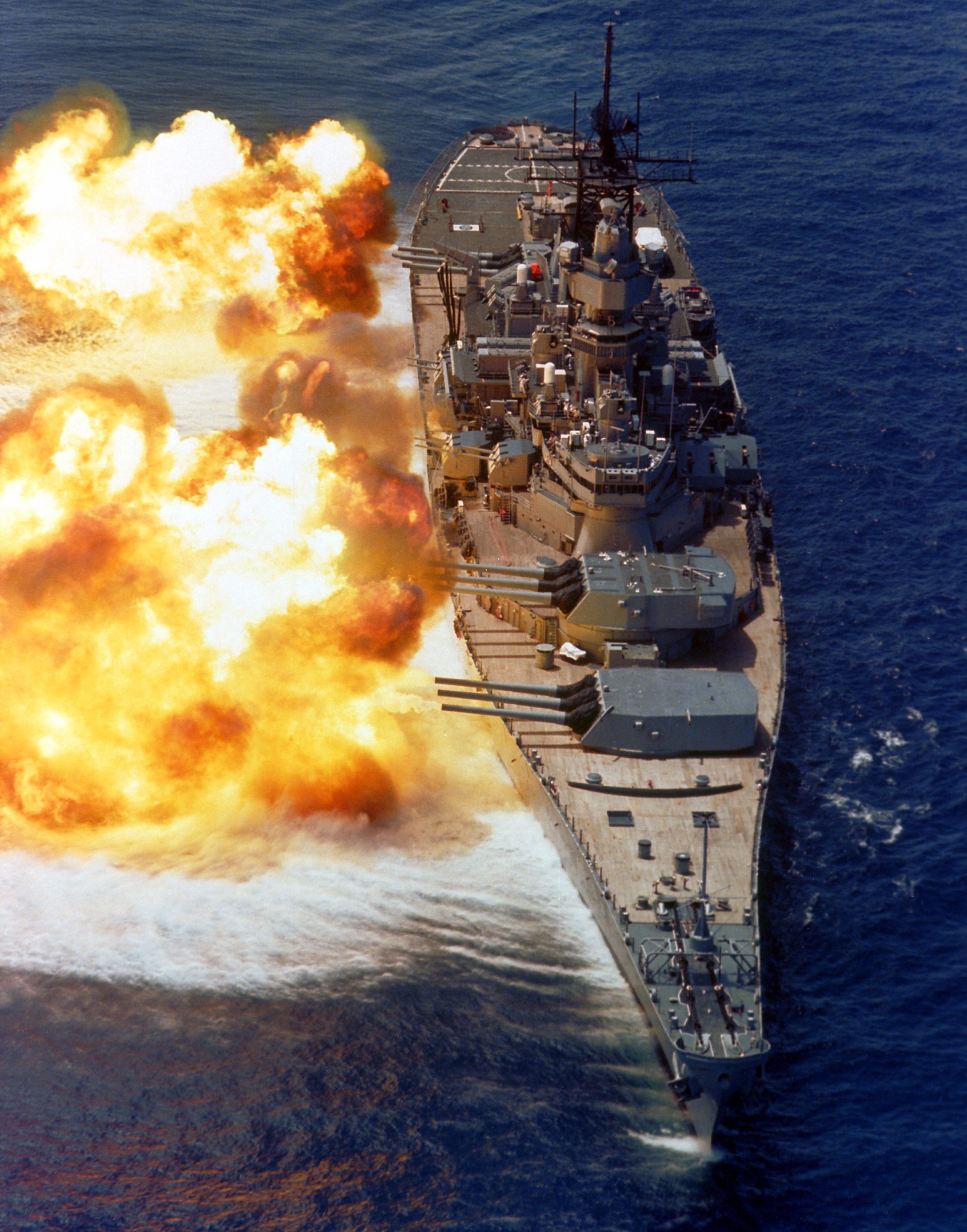
1984年に撮影された、主砲の斉射を披露するアメリカ海軍の戦艦「アイオワ」

戦艦（せんかん、英: battleship）とは、軍艦の艦種の一つで、大規模な砲撃戦で強力な相手に打ち勝つことを目的に設計され、軍艦の中でも最も強力な艦砲と堅牢な装甲を持つ。
砲撃戦主体の大規模な海戦の勝敗が戦争の帰趨を決めた時代の主力艦を務めるために19世紀末に誕生し、20世紀半ばまで列強国で競って建造された。
第二次世界大戦頃までは、各国の軍事力の象徴的存在であり、世界のパワーバランスを左右する戦略兵器と見なされた。
しかし第二次世界大戦では航空戦力の優位性が実証され、艦隊の主役の座を大型航空母艦に譲った。第二次世界大戦後、戦艦（と呼ばれる軍艦）は運用機会や存在意義自体が完全に喪失。実戦投入された戦争も1991年の湾岸戦争でアメリカ海軍がアイオワ級戦艦を投入した以降なく、2006年までに戦艦と呼称される艦は全て退役、除籍済みで運用する国はない。

## 概要

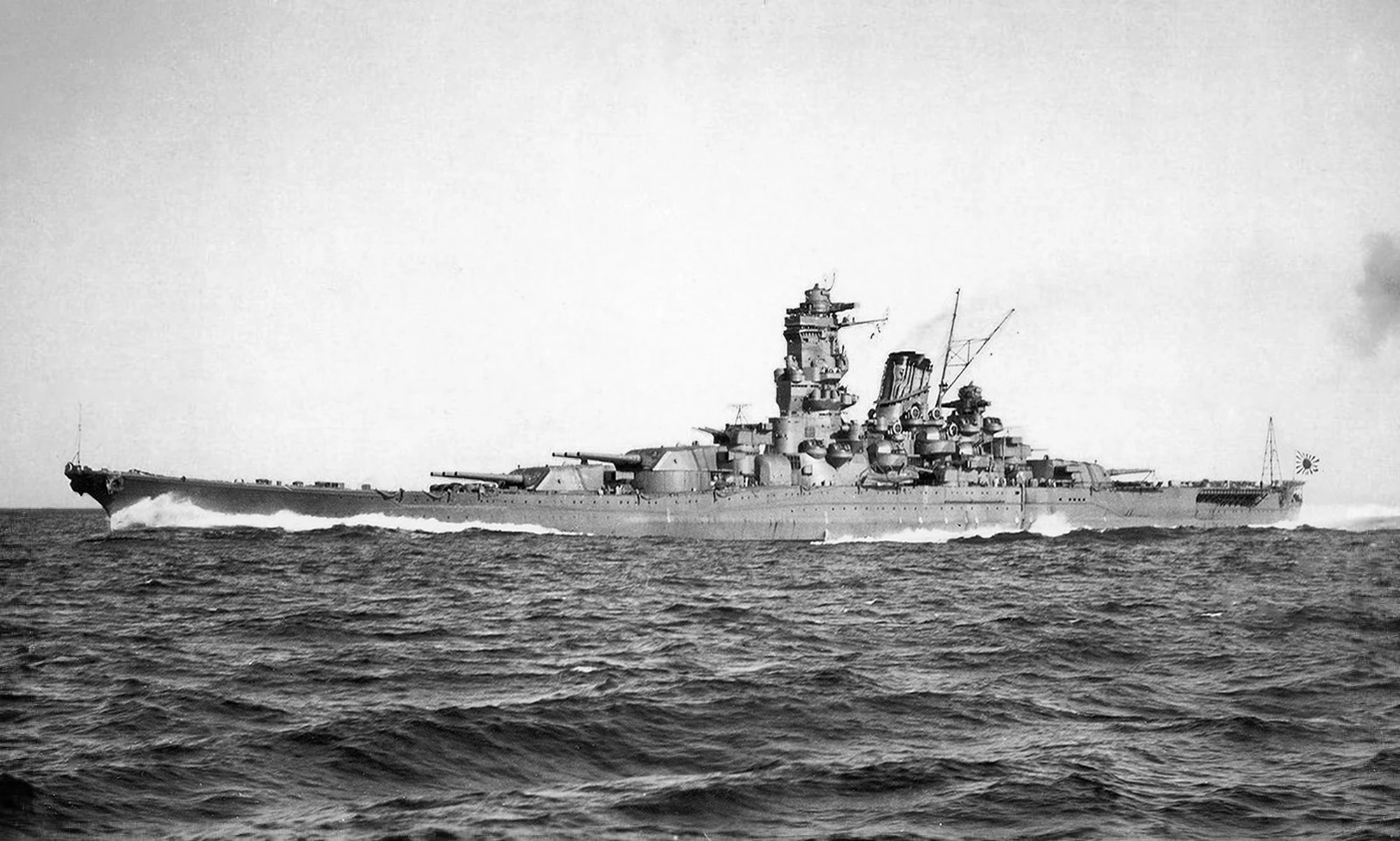
史上最大の戦艦大和。宿毛湾沖標柱間で公試中、1941年（昭和16年）10月30日撮影。

軍艦の艦種としての戦艦は、その強力な主砲の火力による攻撃力と堅牢な防御力により、敵艦船の撃滅を主任務とした。多数の大口径砲を搭載し、また基本的には自艦の最大口径砲弾が命中しても耐える装甲を装備した。そのため極めて大型となり、第二次世界大戦までは、巡洋戦艦、大型航空母艦に並ぶ最大の軍艦だった。
戦艦は、高価かつ当時の先端技術が結集した兵器であるため、戦艦や巡洋戦艦といった主力艦の大規模な艦隊を編成して維持する国は、豊かで科学力に優れた列強国に限られた。戦艦が出現した19世紀後半から20世紀半ばにかけては、戦艦の保有隻数などが国力のシンボルとされ、政治・外交の局面でも重視された。より大口径の砲を備えた、強力な戦艦を持つ国が有利とする当時の各国海軍の戦術思想を大艦巨砲主義という。
第二次世界大戦においては、タラント空襲や真珠湾攻撃、マレー沖海戦など航空機が戦艦を撃沈した事例も発生し航空機の重要性が実証された。日本においては大艦巨砲主義の終焉ともいわれたが対空火器や防空戦闘機を充実させたアメリカ戦艦はその後撃沈されることは無く大戦後半からは積極的に砲戦を挑み続け一部で日米戦艦の砲戦は実現した。また島嶼上陸戦において戦艦の艦砲射撃は絶大な威力を発揮した。大型航空母艦は非常に重要な存在となっており、戦艦は決戦兵器としての座を失ったとの意見もある。
第二次大戦後においては、新兵器であるミサイルが艦砲に変わる存在となると更にその価値を損なった。東西冷戦期には大規模な艦隊同士の海戦などもなく、もはや過去の存在となった戦艦は、各国とも順次退役し、除籍されていった。
現在では、本格的な戦艦を現役艦として運用する国はない。しかしアメリカ、イギリス、日本などでは、かつて活躍した戦艦が記念艦や、記念施設として保存され、かつての栄光を今に伝えている。

## 歴史

### 概説
戦艦が登場する以前、海戦において主力艦としての地位を占めたのは、17世紀に出現した木造戦列艦（ship of the line）で、舷側に多数の大砲（舷側砲）を搭載し、18世紀半ばには60門を超える砲を3層甲板に備えた（なお上甲板は帆走のための帆装が占めた）。戦列艦の艦隊は単縦陣の戦列を作り敵艦へ砲火を浴びせた。当時の海戦では砲撃によって沈没に至ることは少なく、砲撃や切り込み隊で航行・戦闘能力を奪った後に捕獲するのが一般的だった。
19世紀になって、大砲および炸裂弾の威力が向上すると、広い舷側を持つ戦列艦は多数の敵砲火を浴び、脆弱性が無視できなくなった。1853年から始まったクリミア戦争では、敵からの炸裂弾が舷側に命中すると破壊された木材破片が艦内に広く飛び散り、戦闘員の死傷が相次ぐことが問題となった。

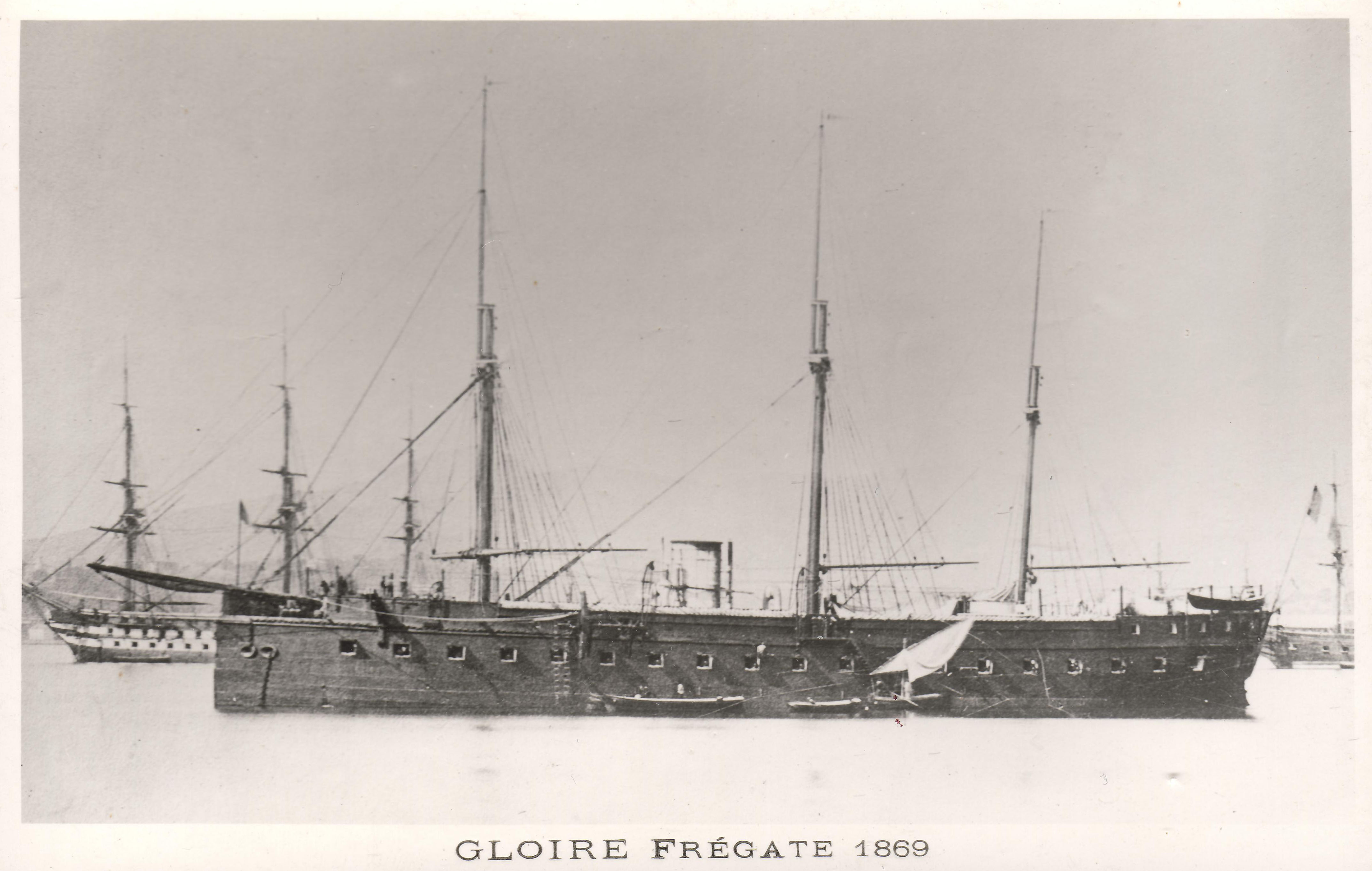
戦艦の始祖とされる世界初の装甲艦グロワール

そこで戦列艦より小型で、乾舷の低いフリゲートに舷側の装甲防御を施した装甲艦（甲鉄艦）が考案された。
フランスでは戦艦の始祖とされる装甲艦「グロワール」（Gloire）がこれに基づき誕生した（1859年に進水）。この艦は、木造船体の舷側に最厚部119 mmの装甲を装着し、舷側に16cm砲30門を装備した機帆兼用艦である。
イギリスはこれに対抗し、1860年に鉄製船体を持つ「ウォーリア」（Warrior）を進水した。この艦以降、装甲艦は徐々に、汽走専用化、船体大型化、大砲大型化、舷側砲から甲板上の砲塔式への移行、装甲強化が進み、後に戦艦へ発展する。
1886年に竣工したイギリスのコロッサス級装甲艦は後装填式連装30.5cm砲2基（計4門）と鋼鉄製船体を持つ。後装填式施条砲により砲撃威力と命中精度が向上した。
1892年に竣工したイギリスの「ロイヤル・サブリン級戦艦」（Royal Sovereign）型は、中心線上の船体前後部に露砲塔一基ずつを持ち、連装34.3cm砲の計4門の主砲は左右両舷へ支障なく指向できた。また最厚部457 mmの装甲を舷側水線部に装着し、凌波性に優れた高乾舷を持ち、近代戦艦のはじめとされる。

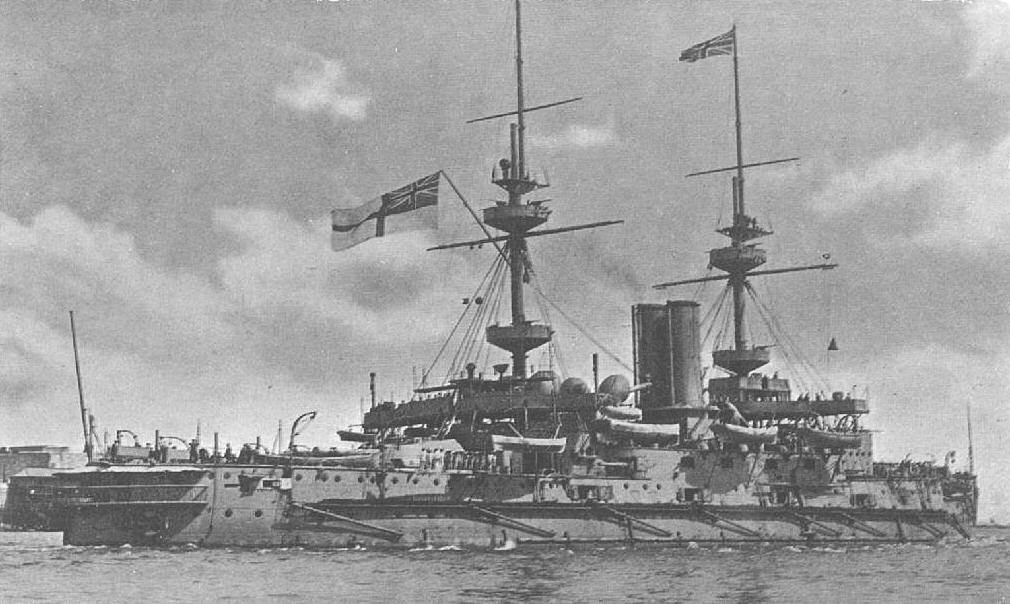
前弩級戦艦の基準となったマジェスティック

1895年に竣工したイギリスの「マジェスティック」（Majestic）型は、2基の連装砲塔を全面装甲式とし、強靭で軽量のハーヴェイ・ニッケル鋼装甲を採用し、舷側も中甲板の高さまで装甲で覆った。従来よりも優れた貫通力を持つ30.5cm連装砲を主砲に採用した（BL 12 inch Mk VIII naval gun：発射薬改良（コルダイト）により砲が強力化・小型化された）。
以後、これが、近代戦艦の基本形態とされ（ただし後に弩級戦艦の出現以降は前弩級戦艦と呼ばれた）、強国では多数の近代戦艦をそろえた艦隊を作るようになった。また、多くの海軍国で、戦艦の「定義」を、暗黙ながら、
1. 建造時に開発・製造可能な最大の大砲（主砲）を搭載している
2. 自艦に搭載した主砲弾の被弾に耐えられる装甲を有している

と考えるようになった。しかし後に政治的事情や金銭的・環境的事情からこれに当てはまらない艦もあった。
戦艦の初期戦術は近距離戦であり、近距離戦に適した多数の副砲で敵艦上部構造へ榴弾を浴びせ戦闘力を奪いつつ、発射速度が劣る主砲はその間に水平射撃で舷側水線部の装甲を実体弾・徹甲榴弾で撃ち抜き大浸水・沈没をもたらす戦術であった。しかし戦艦の装甲の進歩は徹甲弾の貫通性の進歩に劣らなかったため、主砲弾が命中しても貫通を許さないことが多かった。
その後、主砲の発射速度と遠距離砲撃能力の向上が進められ、優速の艦隊の単縦陣を組むことにより、遠距離から短時間で多数の主砲弾を敵艦へ命中させることが可能となった。
日露戦争は鋼鉄艦同士による初めての本格的な海戦が行われた。最大の海戦だった日本海海戦で日本戦艦は優位な位置を占めて並航し砲戦が開始されると猛訓練による高い命中率を発揮した。ロシア戦艦の装甲は被弾に耐えたが外板の薄い箇所が撃ち抜かれ日本海の高い波により浸水し沈没が相次いだ。ロシアの主砲弾は日本戦艦の装甲を貫通したが命中弾は少なく、また砲弾には綿火薬が装填されていたが黒色火薬と余り変わらない低い爆発力であった。日本の砲弾に装填されている下瀬火薬は現代でも使用されているTNT火薬に匹敵する爆発力があり敵艦の上部構造を破壊し急速に無力化させた。沈没を免れたロシア戦艦も戦闘力を喪失しており最終的に全て降伏した。
英国は黄海海戦の戦訓から極秘裏に「設計委員会」を設け1905年春に画期的な新戦艦の設計が完成した。そしてポーツマス工廠に本艦を１ヵ年で完成することを命じ、
工廠は他の工事の全てを犠牲にして記録的な早さで戦艦ドレッドノート(Dreadnought)を竣工させた。この戦艦は高速航行が可能な上に2倍以上の火力を備えており、それまでの世界の全ての戦艦は一挙に旧式化した。
そのため、これ以前の戦艦（計画・建造中、竣工・就役直後の戦艦を含む）を前弩級艦、同程度の性能を有する戦艦を弩級艦として区別する。ここでいう「弩」とは、ドレッドノートの頭文字である。
また戦艦ドレッドノート登場の直後に、同じ英国では、戦艦並みの火力と、巡洋艦並みの速度をあわせもつ艦として、巡洋戦艦が登場した。このイギリスの巡洋戦艦は、概念・任務としてはほぼ巡洋艦のままであり、戦艦級の装甲防御力は持たなかった。これに対し、ドイツで対抗して建造された巡洋戦艦は、巨砲の搭載を追求しない代わりに、装甲防御力を重視し、イギリスの巡洋戦艦隊との交戦にも有利となるように設計された。
第一次大戦になると、砲弾の徹甲性能向上およびさらに遠距離砲撃による大落下角射撃と、短時間に多数の徹甲榴弾の砲撃を行い、敵艦の水平防御を撃ち抜き内部で爆発させる戦術が発達した。対策として砲塔および甲板全体にわたる厚い水平防御も必要となった。
第一次大戦の最大の海戦であるユトランド沖海戦においては、英独両国の高速の巡洋戦艦隊同士の激しい撃ち合いとなったが、主力である弩級戦艦隊は戦場への急行が遅れ気味となり全力を挙げての決戦には至らなかった。加えて、砲塔などバイタルパートの装甲を貫徹されたイギリスの巡洋戦艦が、弾火薬庫の誘爆で轟沈する事例が相次いだ。
このユトランド沖海戦の戦訓は、「戦艦は速度が不足し、巡洋戦艦は防御力が不足している」と認識された。以降建造された戦艦は高速化と航続性能が向上され、巡洋戦艦の防御力は当初より大幅に向上し、やがて両者の区別がつかないまでに発展していく。そのような戦艦の防御力と巡洋戦艦の速度を兼ね備えようとした艦を、「高速戦艦」（ポスト・ジャトランド型）と呼ぶ。
しかし加熱する建艦競争によって起きた前弩級戦艦、弩級戦艦、巡洋戦艦、高速戦艦という目まぐるしい軍艦の発達について来られる国は少なくなっていった。第一次世界大戦より後に新造戦艦を就役させることができたのは、アメリカ、日本、イギリス、フランス、ドイツ、イタリアだけだった。
より大型に、より高性能になっていく戦艦は、建造費も高騰していき、もともと砲撃戦に特化しているが故に汎用性に欠け、戦艦同士の戦闘以外に容易に投入出来ず、融通のきかない使い勝手の悪い艦になっていった。超弩級戦艦を建造して大艦巨砲主義の先鞭をつけたイギリスも、第二次ロンドン海軍軍縮会議時には弩級戦艦への回帰を提唱している。機雷、魚雷（を搭載する水雷艇・駆逐艦）、そして潜水艦というより安価な兵器が、次第に戦艦の脅威となっていく。そして航空機の登場が、戦艦にとどめを刺すことになる。第一次世界大戦は航空機が軍事に導入された初めての戦争でもあり、以後の海軍は航空兵力に護衛された艦隊ないし航空兵力による単独攻撃という新しい局面に対応することになる。
第二次世界大戦においては、水上艦は航空戦力に対して単独では対抗できないことが明らかになる。航空戦力の優位性を世界に初めて知らしめたのはイギリスによるイタリア・タラント空襲と日本による真珠湾攻撃である。これらは停泊中の艦船に対する攻撃であるが、日本がマレー沖海戦において戦闘航行中の戦艦（イギリス海軍の「プリンス・オブ・ウェールズ」と僚艦「レパルス」）を航空戦力のみで撃沈して航空機の有用性を確固たるものにした。その後の海戦における戦艦の行動は、自国の航空部隊の掩護下（アメリカ海軍）または航空機の活躍出来ない夜間（レイテ沖海戦の西村艦隊）などに限定されるようになり、やがて戦艦は消えていくことになる。また、ドイツ軍の誘導滑空爆弾フリッツXによるイタリア海軍のローマ (戦艦)撃沈は、将来格下の巡洋艦以下の艦艇にも搭載可能になるであろう誘導対艦ミサイルで戦艦の主砲射程外から戦艦を撃破可能であることを予感させた。
アメリカ海軍のみは、巡航ミサイル搭載等の近代化改修を施した上で、上陸支援目的で長く戦艦を使い続けたものの、もはや戦艦を新造することはなくなった。遅れて巡洋艦も減勢し、戦艦を直接無力化した空母はジェット機搭載のために巨大化して米国以外では減勢し、その後は巨大化した駆逐艦（後述の初期戦艦より大排水量化しつつある）以下の水上戦闘艦や、戦艦の終焉と相前後して現れた水上艦連続任務期間と同等の連続潜水任務期間に達する原子力潜水艦を含む潜水艦と、ターボファン化と空中給油の実用化で搭載量や航続距離が増した軍用機や、誘導能力を得たミサイルが、かつて戦艦が行っていた戦術（制海・哨戒・沿岸攻撃）・戦略（戦略核兵器や砲艦外交）任務の多くを引き継いだ。

#### 日本

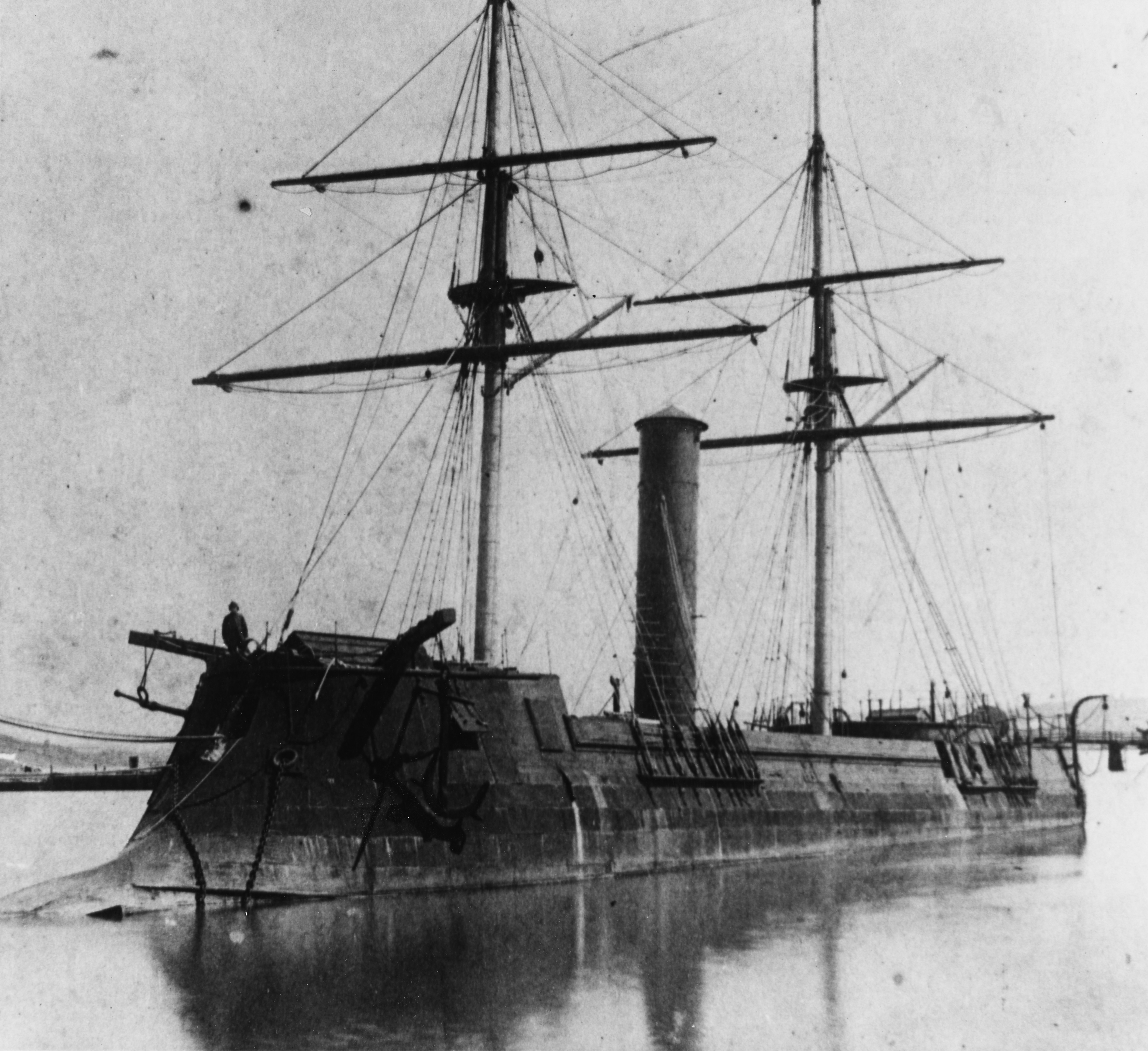
装甲艦「東」

日本では、明治初年の海軍創設時から日清戦争あたりまで、フランス製装甲艦「東」を「甲鉄」と呼称していたことから、装甲艦を砲塔甲鉄艦と呼んでいた。
1894年、富士型2隻（1897年竣工の富士、八島）をイギリスに発注するに当たり、排水量1万トン以上の艦を「一等戦艦」、1万トン以下の艦を「二等戦艦」と正式に定めた。日露戦争終戦後まもなく、等級を廃して「戦艦」という艦種が定められた。
日露戦争で活躍した戦艦「富士」（1897年竣工、イギリス製、12,533t、30.5cm砲4門）は、ロイヤル・サブリン級戦艦を原型とし、マジェスティック級戦艦で採用された全面装甲式砲塔にフォーミダブル級戦艦で採用された30.5cm砲を収めた。また、日本海海戦時の連合艦隊旗艦「三笠」（1902年竣工、イギリス製、15,140t、30.5cm砲4門）は、カノーパス級戦艦で採用されたクルップ鋼を用いて装甲強化を行った。

### 初期の戦艦（1892年-1904年）
初期の戦艦は、排水量1万-1万5千t、24-34cm（30.5cm=12inが最も多かった）の主砲4門を搭載し14-19ノットの速度だった。この頃、戦艦を建造していたのは、イギリス、フランス、ドイツ帝国、アメリカ、イタリア、ロシア帝国、オーストリア・ハンガリー帝国の7カ国。
日本は日露戦争の前にイギリスから6隻の戦艦を購入した。日本以外にも戦艦を他国から購入した国は、隣国間で紛争の多かったトルコとギリシャ、南米で競争関係にあったアルゼンチン、ブラジル、チリ。海軍復興に邁進するスペイン。ヨーロッパ諸国に対抗するため北洋艦隊等の近代的海軍を創設した中国清朝である。
これらの戦艦は砲戦距離数千mでの目視による直接射撃を想定して建造されていた。

### 最初の戦闘（1904年-1905年）
世界で最初に戦艦同士の本格的な戦闘が行われたのは、1904年の日露戦争だった。日露戦争の初期の黄海海戦には、日本の連合艦隊の戦艦4隻+装甲巡洋艦2隻とロシア第一太平洋艦隊（旅順）の6隻の戦艦が対戦し、翌年の日本海海戦では、日本の連合艦隊の戦艦4隻+装甲巡洋艦8隻と、ロシア第2及び第3太平洋艦隊（バルチック艦隊）の戦艦8隻他が対戦した。いずれも日本の連合艦隊の勝利に終わった。黄海海戦では逃走するロシア艦隊と追いかける日本艦隊の間で、距離1万m以上の遠距離砲戦が起こった。

### ドレッドノートの出現（1906年）

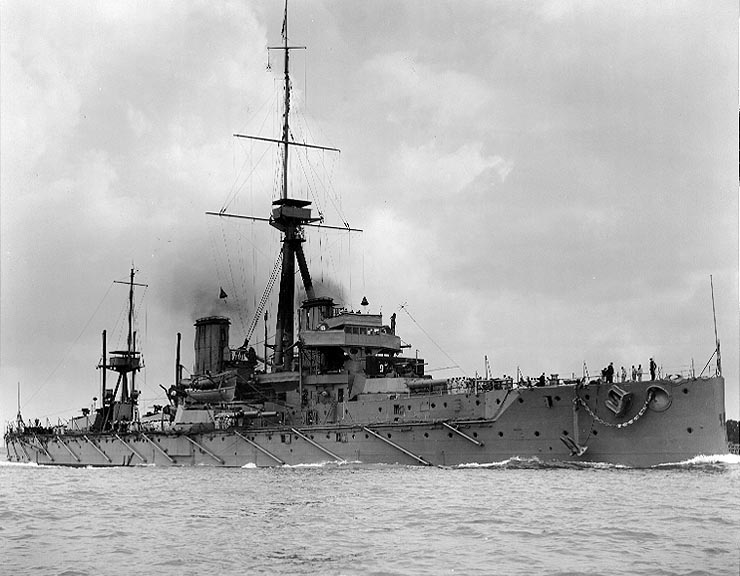
戦艦ドレッドノート

日露戦争での黄海海戦と日本海海戦（1905年）の戦訓から、戦艦の主砲による砲撃力が海戦の雌雄を決すると認識された。また以前から英国で構想されていた主砲の門数を倍以上に増やし、主砲だけで戦うという画期的な建艦思想に基づいて設計された戦艦「ドレッドノート」（Dreadnought、18,110t、30.5cm砲10門）」が1906年に英国で建造された。ドレッドノートの出現により、それ以前に建造された戦艦だけでなくイギリスを含めた建造中の戦艦までもが一挙に時代遅れとなった。ドレッドノート以前の戦艦は前弩級戦艦（pre-dreadnoughts）と呼ばれる。これ以後各国で建造される戦艦は「ドレッドノート」に準じた「弩級戦艦」（ド級戦艦、dreadnoughts）となり、列強国の保有戦艦は前弩級から弩級への転換を迫られた。このドレッドノートの出現により世界各国の列強の海軍のパワーバランスが崩れたことを「ドレッドノート・ショック」と呼ぶ。中小国の海軍は無理をしながら戦争抑止力として、1-3隻の弩級または超弩級戦艦を購入した。

### 超弩級戦艦へ発展（1912年）大艦巨砲主義へ
「ドレッドノート」完成のわずか6年後に、弩級戦艦を大きく上回る攻撃力を有するオライオン級戦艦（1912年、22,200t、34.3cm砲10門）がイギリスで誕生した。弩級戦艦より強力な火力を持つことから「超弩級戦艦」（super dreadnoughts）と呼ばれた（この新たな大口径主砲および中心軸上の砲塔配置を採用）。これにアメリカが35.6cm砲戦艦を、フランスが34cm砲戦艦を整備し、イギリスから巡洋戦艦「金剛」を購入した日本も以後は35.6cm砲戦艦「扶桑型」「伊勢型」を整備し始めて超弩級戦艦時代が到来した。
また、列強以外ではチリ海軍がアルゼンチン･ブラジルに先駆けて「金剛」と同じく35.6cm砲を搭載する戦艦「アルミランテ・ラトーレ級」2隻（1915年、28,600トン、35.6cm砲10門）を発注し差をつけた。また、ブラジルやギリシャやトルコも超弩級戦艦の建造を列強に発注するが資金難や大戦の勃発などの事情により建造依頼は取り消された。
こうした流れの中でも主砲の大口径化は進み、オライオン級の3年後には更に大口径の主砲を持つクイーン・エリザベス級（1915年、29,150t、38.1cm砲8門）がイギリスで完成。これ以降もより大きな艦体に、より大きな主砲を積む戦艦を建造する傾向が第一次大戦後にも続いた。これを「大艦巨砲主義」と呼び、日本の大和型（基準排水量：64,000t、46cm砲9門）がその頂点に達した。また英独日では、弩級戦艦や超弩級戦艦と同等の攻撃力を持つが軽防御高速力の巡洋戦艦も建造された。

### 第一次世界大戦（1914-1918年）
第一次世界大戦では、当時世界第1位の戦艦・巡洋戦艦保有国家であるイギリスと、第2位のドイツが敵対した。大戦前からこの2国は激しい建艦競争を行っていた。だが戦艦・巡洋艦戦力で劣るドイツは艦隊保全を図ったため、大規模な海戦の機会はなかなか訪れなかった。ドイツのUボートによる通商破壊戦や、欧州から離れた戦線においてフォークランド沖海戦などの主力同士とは言い難い戦力での海戦が起きたのみであった。
1916年のユトランド沖海戦は、第一次世界大戦で最大、かつ唯一の本格的な主力艦同士の戦いであったものの、高速な巡洋戦艦同士の遊撃戦となり、主力の戦艦部隊が全力で交戦することなく終わった。英国艦隊は数的には優勢だったが、戦闘では英国巡洋戦艦「インヴィンシブル」（1908年竣工、17,373t、30.5cm砲8門）、「インディファティガブル」（1911年竣工、18,500t、30.5cm砲8門）、「クイーン・メリー」（1913年竣工、26,770t、34.3cm砲8門）の3隻が、砲塔などバイタルパートの装甲を貫徹され、弾火薬庫が誘爆・轟沈した。ドイツ側は巡洋戦艦「リュッツオウ」（1916年竣工、26,318t、30.5cm砲8門）が多数の被弾による浸水で航行不能となり放棄された。ドイツ巡洋戦艦は、イギリス巡洋戦艦に比べて防御力重視の設計と、優れた誘爆防止策により、高い抗堪性を発揮した。
イギリスは、ユトランド沖海戦後も変わらず、主力艦戦力では、ドイツを圧倒した。ドイツ艦隊は港に逼塞するようになる。イギリス海軍の海上封鎖により、輸入は途絶え、国民は飢餓状態に陥り、最前線への軍需物資輸送にも支障を来し、戦局は絶望的状況になっていく。戦争末期のドイツは起死回生を図り全艦隊で出撃しようとしたが、勝ち目のない戦いに出ることを厭う水兵たちがこれを拒否し暴動が発生し、ついにドイツは休戦に至ることになった。
第一次世界大戦の勝敗に最も決定的だったものとしてイギリス海軍による海上封鎖が挙げられる。大戦後、各国は戦艦の建艦競争を始めた。

### 建艦競争と軍縮条約

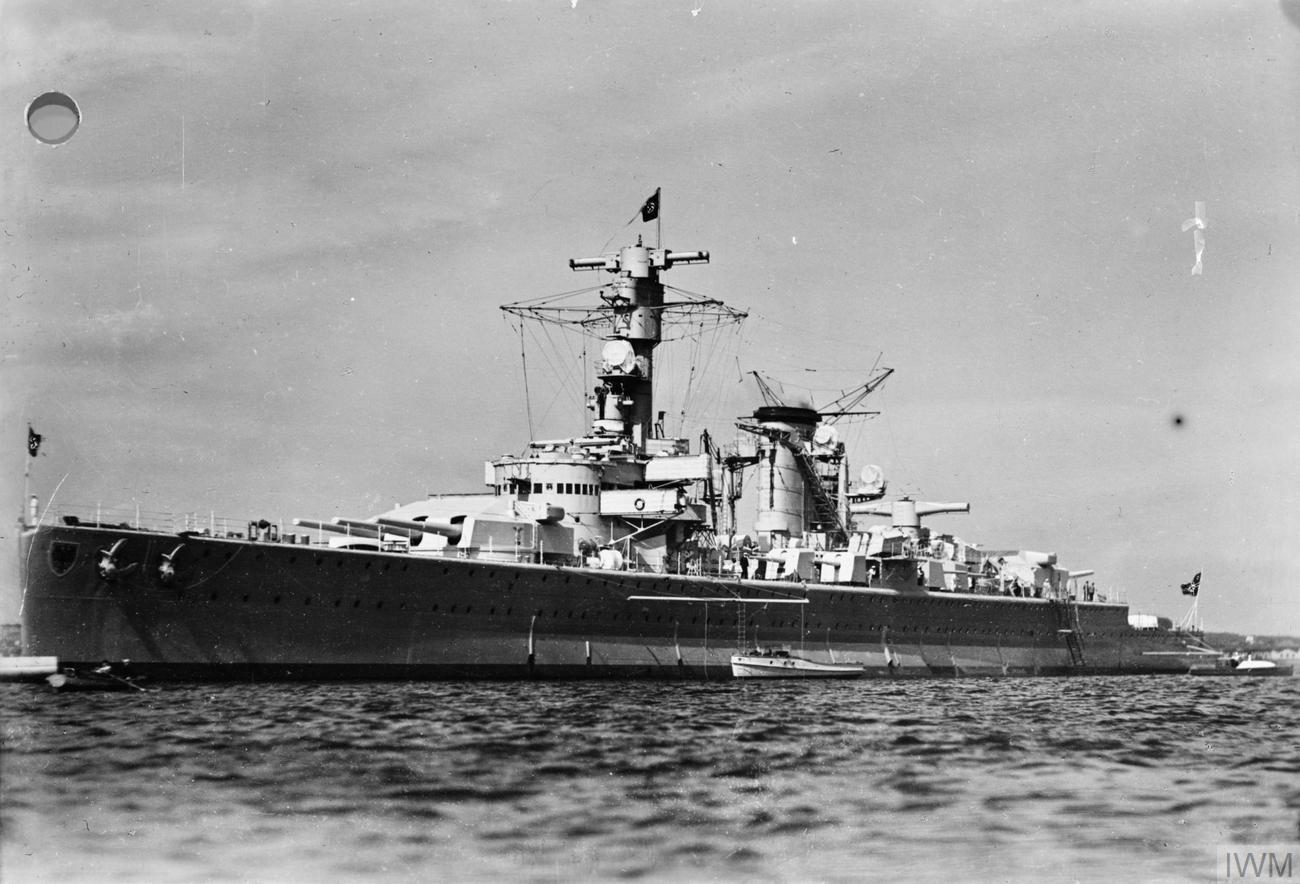
装甲艦ドイッチュラント

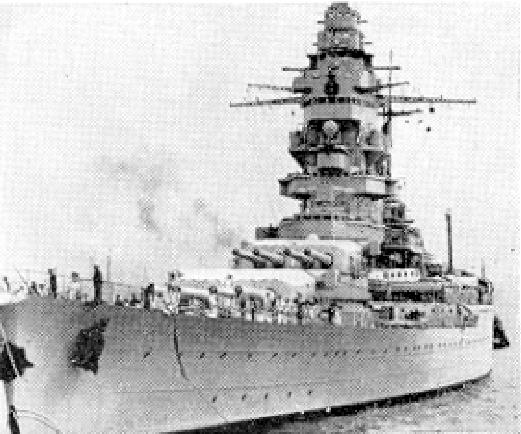
新戦艦ダンケルク

第一次世界大戦の終了直後には、ユトランド沖海戦の戦訓を取り入れた主力艦の熾烈な建艦競争が、残された大海軍国である米・英・日で始まった。日本においても戦艦による艦隊決戦構想により41センチ砲搭載の高速戦艦8隻、巡洋戦艦8隻からなる「八八艦隊」の建造が計画されたが、1922年、ワシントン海軍軍縮条約が締結され、新規建造が制限されると、列強各国の建艦競争は一応の終息を迎えた。これを海軍休日(Naval Holiday)と呼ぶ。
ワシントン海軍軍縮条約においては建造中の未完成戦艦の廃艦が求められたが、ここに日本と諸外国との間で「陸奥」を完成艦として保有を認めるか未完成艦として廃艦するかの駆け引きも起こった。
同条約においては航空母艦の所有排水量にも各国ごとの枠が設けられたが、当時航空母艦はまだ生まれたばかりの艦種であり各国ともその枠に大きな余裕があったため、廃艦とした未完成の戦艦や巡洋戦艦を航空母艦に改装して完成させる例が見られ、その結果としてレキシントン級航空母艦や「赤城」、「加賀」、「ベアルン」といったそれまでになかった大型の航空母艦が生まれた。しかし当時はまだ航空母艦艦載機の攻撃力・航続距離など性能全体が低く、実戦で戦果を示す機会もなかったため航空母艦は補助的な艦として見られており、海軍の主力は引き続き戦艦であるとみなされていた。
1934年に同条約が破棄されるまでの間、各国は既存艦の近代化改装などで現有艦の質的向上に力を注いだが、欧州では敗戦後、造船能力を取り戻しつつあるドイツが1933年にポケット戦艦ドイッチュラント級を建艦したことと、ロンドン軍縮条約に参加しなかったことで1933年から新戦艦建造の権利をフランス・イタリアが得たことで、ドイツ・フランス・イタリア三国で建艦競争が勃発した。
フランスが「ダンケルク級」を造れば、イタリアは「コンテ・ディ・カブール級」と「カイオ・デュイリオ級」の近代化改装と「ヴィットリオ・ヴェネト級」の建艦に着手し、ドイツも「シャルンホルスト級」と「ビスマルク級」を造った。その後、ドイツ・イタリアの15インチ砲戦艦に対抗するためにフランスはダンケルク級の二番艦「ストラスブール」の重装甲化と正38cm砲戦艦「リシュリュー級」の建艦に踏み切った。ロンドン軍縮条約によって1937年まで新戦艦建造ができなかった英国は、欧州の中型戦艦対策に唯一速力で対抗可能な既存の巡洋戦艦「フッド」とレナウン級2隻の小改装により当座をしのいだ。

### 軍縮条約破棄後の建造
ワシントン条約の破棄後は、再び列強による戦艦建造が始まり、アメリカ合衆国のノースカロライナ級、サウスダコタ級やアイオワ級、イギリスのキング・ジョージ5世級、日本の大和型などの巨艦が建造された。また、再軍備宣言をしたドイツも前述の通りにダンケルク級への対抗としてビスマルク級を建造した。この時期に建造された戦艦は軒並み27ノット以上と速力も速く、のちに航空母艦を中心とした艦隊を編成する場合にも運用が可能だった。

### 第二次世界大戦
軍縮条約によって保有数を制限された各国にとって、第二次世界大戦前の時点において戦艦は艦隊の華であるのみならず、国力そのものであり、その主力艦としての希少価値は史上例を見ないものであったが、いざ戦争が始まると、戦場の主役は既に航空機に移っていることが明らかとなった。
1. 大西洋方面では、枢軸国軍とイギリス海軍の戦力差が大きく、戦艦「ビスマルク」の沈没やヴェーザー演習作戦において大型艦艇の損害を出したドイツ海軍に対し、ヒトラーがその後の活動を制限したために大きな海戦が行われなかった。
2. 地中海でタラント港に停泊していたイタリア海軍の戦艦にイギリス海軍の空母艦載機が大損害を与えた（タラント空襲）。
3. 1941年、太平洋戦争劈頭の真珠湾攻撃において日本海軍の空母艦載機が真珠湾に停泊中のアメリカ太平洋艦隊の戦艦の大半を撃沈した。
4. マレー沖海戦において、作戦行動中のイギリス最新鋭戦艦「プリンス・オブ・ウェールズ」を日本海軍の基地航空隊が撃沈した。

以上のことから艦隊における主力は航空機とそれを運用する航空母艦となり、戦艦の役割は制空権を確保した状態での陸上目標砲撃や空母機動部隊の防空支援といった副次的任務に移っていった。これは戦艦の主砲は大口径砲にもかかわらず機動力に優れていること、敵の攻撃目標として目立つ巨大な艦体と攻撃に耐えしのぐだけの防御力を持ち合わせていること、対空砲火の威力を増したＶＴ信管の発明などの理由がある。実例としては以下のようなものがある。
1. 開戦当初、日本の機動部隊の護衛部隊の主力は高速の金剛型戦艦であった。その後、大戦後半からアメリカ機動部隊の防空用にアイオワ級戦艦を初めとする新型戦艦が投入され、防空任務に絶大な威力を発揮した。
2. マリアナ沖海戦において日本側は前衛部隊に4隻の戦艦を配置し、これによって敵攻撃隊の攻撃を吸収し、正規空母を含む本隊への被害を減じようと企図した。
3. 真珠湾攻撃後の帰途に行われた、アメリカ軍ウェーク島基地に対する日本軍軽巡洋艦等による艦砲射撃
4. ガタルカナル戦における、戦艦金剛、榛名による飛行場への夜間砲撃
5. 欧州戦線でのノルマンディー上陸作戦時や、太平洋戦線での硫黄島、沖縄攻略時などに実施された連合軍の艦砲射撃
6. 大戦末期に釜石市や浜松市等に行われた、連合軍の夜間艦砲射撃

太平洋では戦場の主役が空母機動部隊となった一方で、欧州では戦力の不均衡や燃料の枯渇により戦艦が活用された作戦は少ない。ただし、ドイツ戦艦ティルピッツがノルウェーに在泊し、敵水上艦艇と一度も砲火を交えることなく連合軍の援ソ船団に圧力をかけ続けた例など、戦艦が抑止力としてある程度機能した。

### 第二次世界大戦後から現在

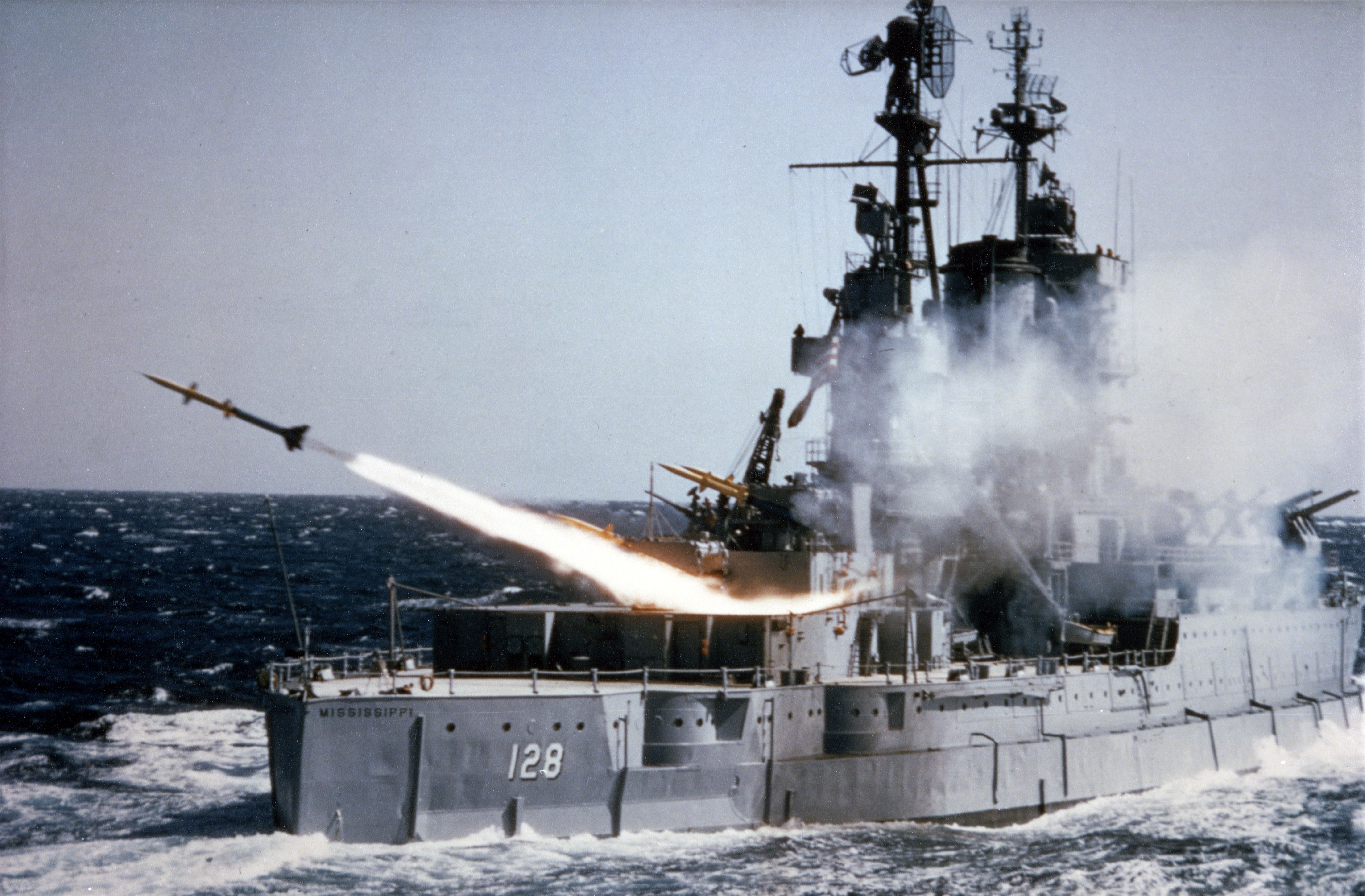
テリアミサイルを発射する「ミシシッピ 」 (AG-128)。従来の主砲は全廃され砲術訓練艦に艦種変更されつつ、1956年までミサイルの試験に尽力した。

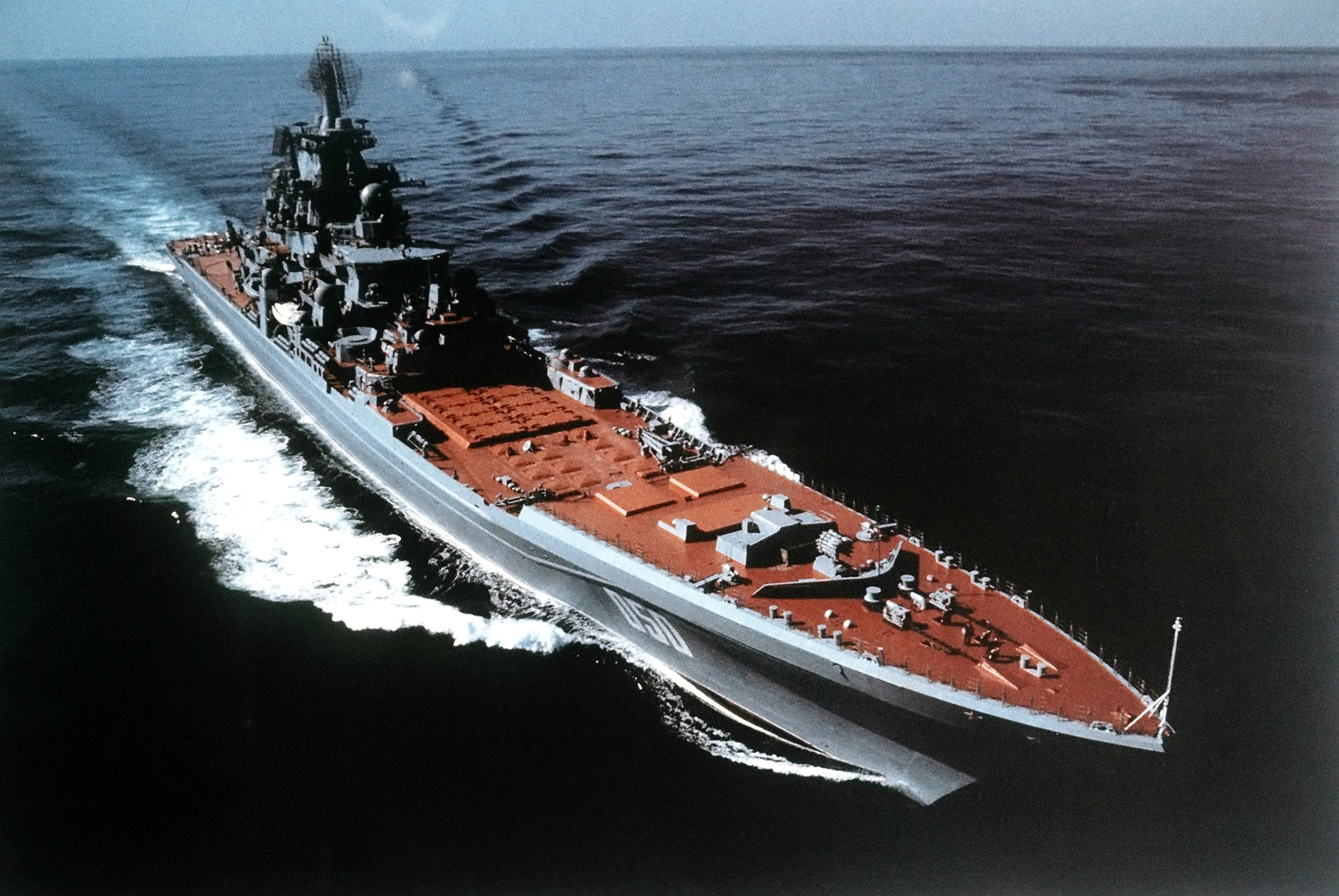
「巡洋戦艦」と表現されることもあるキーロフ級ミサイル巡洋艦「フルンゼ（後のアドミラル・ラーザリェフ）」

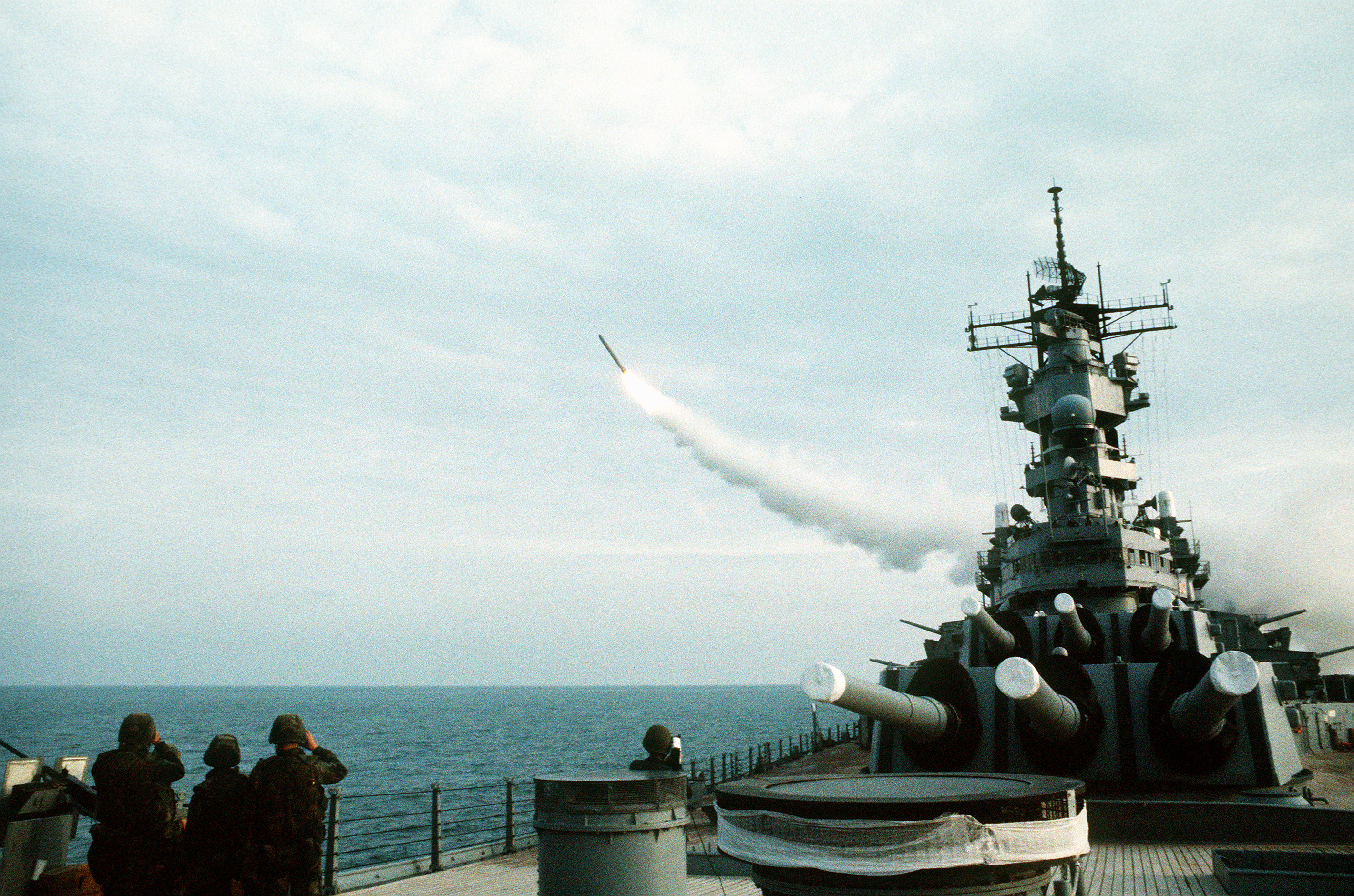
UGM-109 トマホークミサイルを発射する「ウィスコンシン」（1991年、湾岸戦争時）。戦艦最後の戦場となったこの戦いで、アイオワ級は艦砲射撃とトマホークミサイルによる対地攻撃や、RQ-2無人偵察機による着弾観測等を実行した。

イギリスは1946年に「ヴァンガード」を、フランスは1950年に「ジャン・バール」を完成させ（既に戦前から起工されており、ジャン・パールは艤装中にもかかわらずカサブランカ沖海戦では砲台として戦闘に参加している）、戦後も国の威信と象徴を示すものであり続けた。しかし実用艦としては既に時代遅れになっており、就役期間の大半を予備艦として使われ、退役した。
アメリカと冷戦で対立したソ連海軍も戦艦「ノヴォロシースク」（旧イタリア海軍「ジュリオ・チェザーレ」）を運用していたが、1955年10月29日、セヴァストポリで事故（触雷）を起こして爆沈した。ソビエツキー・ソユーズ級戦艦の建造も中止され、純粋なソ連・ロシア製の超弩級戦艦が誕生することはなかった。
前記を例外として、第二次世界大戦以降はそもそも大規模な海戦それ自体が行われなくなったこともあり、戦艦の建造は行われなくなった。戦後、ソビエト連邦の台頭により冷戦が始まった頃には、ミサイルの実用化がなされ、主砲による艦隊戦は有効性を失ってしまった。旧ソ連はミサイルを主武装とする艦を大量に建造して、空母を主力とするアメリカに対抗し、ミサイル巡洋戦艦といえるキーロフ級ミサイル巡洋艦（実際、ジェーン海軍年鑑には巡洋戦艦として掲載）を就役させるに至るが、巨砲を主武装とする戦艦とは性格が異なる艦である。
また、チリ、ブラジル、アルゼンチンの3国は自国の戦艦を退役させた後、代艦としてブルックリン級軽巡洋艦を購入している。国の威信と象徴を表す艦としても戦艦は不経済と考えられ、巡洋艦でも十分であると考えられたのである。
しかし陸軍及び海兵隊が行う、水際上陸作戦支援には戦艦の砲撃力は依然有効であり、また、第二次世界大戦後に著しく発達したミサイルは、徹甲弾に対する防御を前提とした重装甲を持つ戦艦に対しては決定的なダメージを与えられないとされ、戦艦が再評価される場面もあった。アメリカは第二次大戦以降、朝鮮戦争ではアイオワ級の4隻すべてを、ベトナム戦争では「ニュージャージー」を現役復帰させ上陸作戦の支援に使用した。その後アイオワ級は予備役として保管（モスボール）されていた。1980年代のレーガン政権下で、「強いアメリカ」の象徴として三度、4隻とも現役に一時的に復役し、「ミズーリ」と「ウィスコンシン」は湾岸戦争で出動した。これらは最後の現役戦艦であり、トマホーク巡航ミサイルを搭載するなど近代化改装が施されていた。しかしあくまで大戦期の旧式艦の再利用であることが、戦艦の価値・使用法が限定的なことを示している。アイオワ級は劣化もあり、1990年代初頭には全ての戦艦が退役し、2006年までに全ての艦が除籍された。最後の戦艦であった「アイオワ」も現在はロサンゼルスの港にて記念艦として、余生を送っている。
このようにほとんどの戦艦は解体されていったが、一部の艦は艦種変更などを受けつつも各種試験・演習などで戦後もしばらくの間活躍した。砲術訓練艦となり、テリアミサイルの試験で運用されたニューメキシコ級戦艦の「ミシシッピ 」やドイツ海軍のブラウンシュヴァイク級戦艦で、第二次世界大戦後はソ連海軍に引き渡され標的艦となった前弩級戦艦「ヘッセン」（ユトランド沖海戦にも参加）が一例として挙げられる。これらは主砲を降ろすなどの改装を受けた。これらの艦は1960年ごろまで運用されていた。
純粋な戦艦とは異なるが、1990年代後半にアメリカ海軍でアーセナル・シップと呼ばれる艦の開発計画があった。アーセナル・シップは大量のミサイルを搭載し対地攻撃に活躍する艦となる予定だったため、アメリカ海軍はこれを『21世紀の戦艦』と銘打っていた。しかし、予算・世界事情の変化などで計画はほぼ立ち消え状態となっている。

## 装備・船体

### 主砲と砲弾

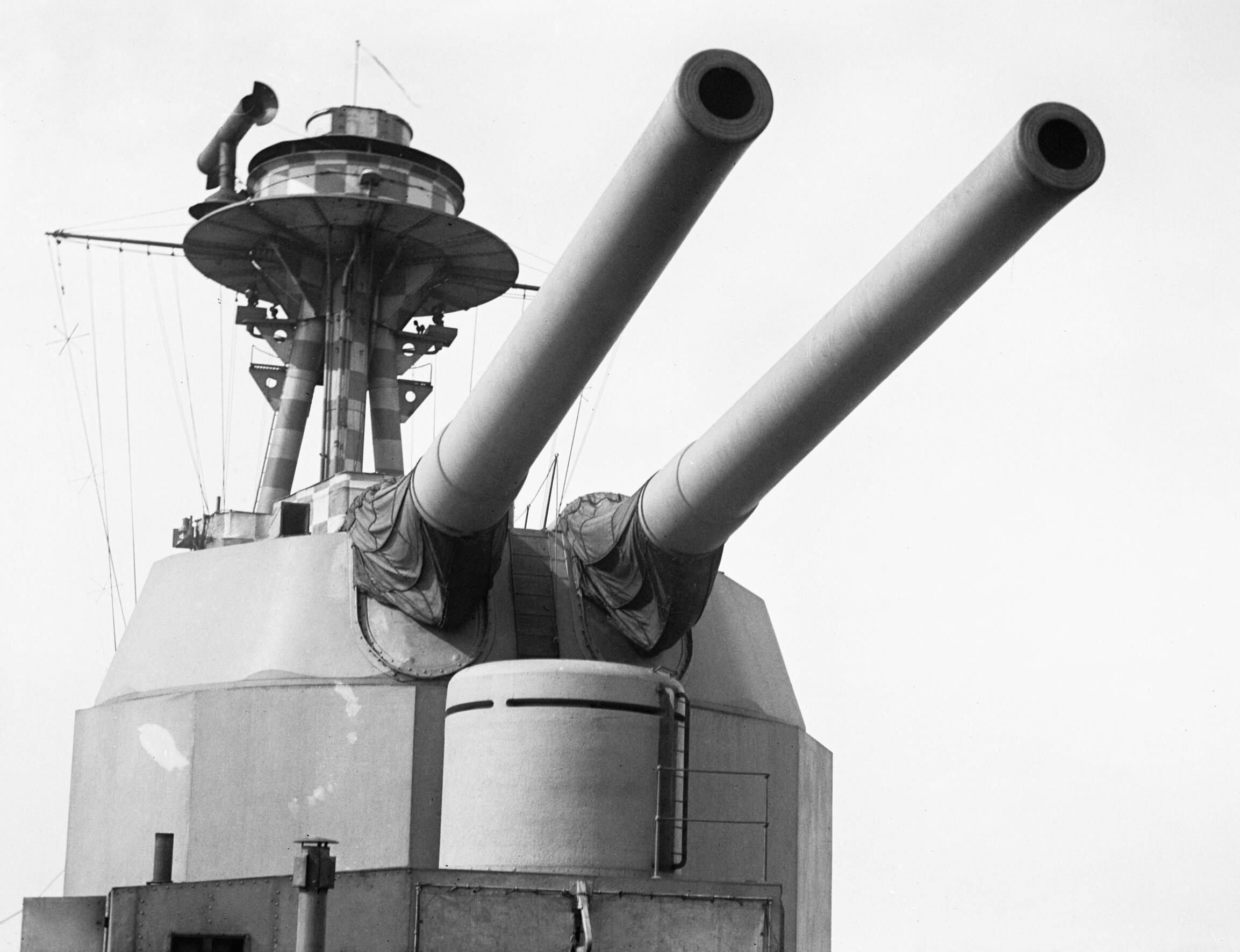
42口径15インチ連装砲塔

42口径15インチ連装砲の装填機構

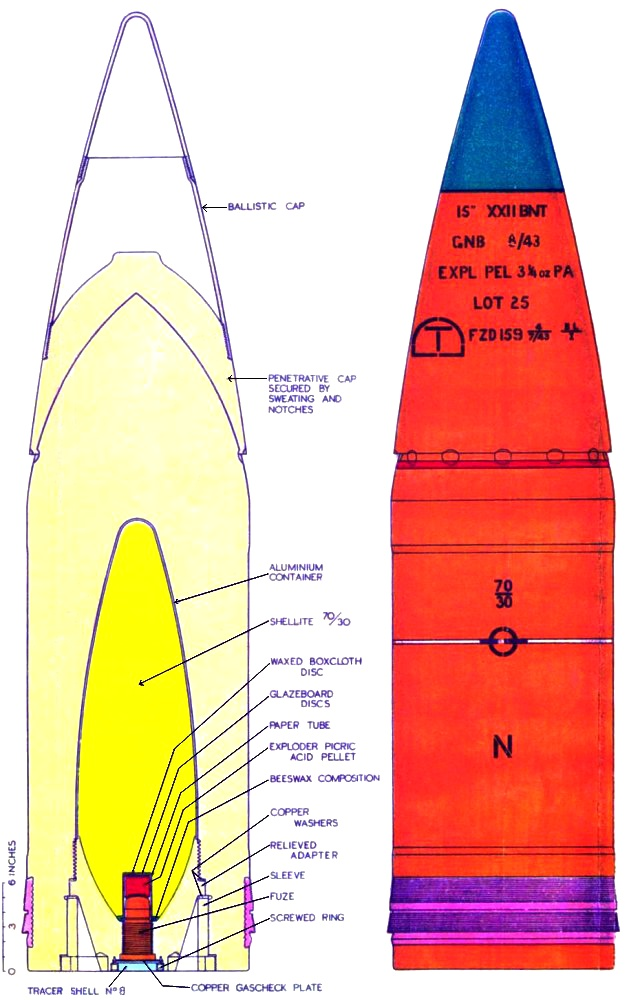
42口径15インチ砲弾

主砲は戦艦を戦艦たらしめる最重要の武装である。敵艦を圧倒するために大きく高威力の砲弾をより遠くへより正確に発射する必要がある。砲の大きさは、メートル法で設計製作された大和型であれば「45口径46センチメートル砲」、ヤード・ポンド法で設計製作されたアイオワ級であれば「50口径16インチ砲」と表現するのが正確である。「○口径」が砲身の長さを表す口径長（後述）、「○センチメートル」または「○インチ」が「砲身内径≒砲弾直径」である。
メートル法で設計製作された砲であっても、砲身内径を、インチで表現して切りの良い数字に近づけるのが通例。例えば、メートル法の提唱国であるフランスの戦艦主砲は当然にメートル法で設計製作されているが、ダンケルク級は33センチメートル（約13インチ）、リシュリュー級は38センチメートル（約15インチ）である。
砲身の長さの表示については、「○口径」（○は砲身長を砲弾の直径で割った数字）と表し、これを口径長と呼ぶ。砲弾や発射薬などの諸条件が同じ場合、より長い砲身を用いて撃ち出す方が砲口初速を向上させるうえで有利となる。
1900年頃に各国海軍が有していた前弩級戦艦は、35口径12インチ（砲身長は420インチ=約11メートル）程度の主砲を連装砲塔に収め、艦の前後に1基ずつ（計4門）装備していた。その後、戦艦主砲は逐次巨大化し、日本の大和型の45口径46センチメートル（46センチメートル＝約18.1インチ）砲（砲身長 20.7メートル）、アメリカのアイオワ級の50口径16インチ（16インチ=約40.6センチメートル）砲（砲身長800インチ=約20.3メートル）に達した。
発射する砲弾は、敵大型艦の強力な装甲を貫徹できるよう徹甲弾が主であった。徹甲弾は、弾体の大半が硬い特殊鋼でできており、内部の炸薬の量は少ない。初期には炸薬を持たない実体弾も用いた。徹甲弾の信管は砲弾が敵艦の装甲を貫徹した後、敵艦の内部で炸裂する遅発式である。砲弾重量は12インチ砲で400kg程度、16インチ砲で1トン前後、大和型の46センチメートル砲で1.5トン程度である。この砲弾を、1門辺り毎分2発程度、砲口速度800メートル/秒程度で、2万メートルから3万メートル先の敵艦に向けて撃つ前提であった。遅発式の弾が水面に着弾すると水中に潜った後に爆発し高い水柱を生じ、着弾点の観測に用いた。
徹甲弾の他に、無装甲の目標（駆逐艦、輸送船、地上目標など）を射撃するための榴弾も搭載した。榴弾は、内部の炸薬が徹甲弾より多く、命中と同時に作動する瞬発信管を装備する。なお、日本海軍は戦艦の主砲を対空戦闘にも使う想定で、零式通常弾や三式通常弾といった特殊な対空砲弾を開発し、太平洋戦争の実戦で使用した。日露戦争時の日本海軍では徹甲弾の性能と信頼性が低かったため対戦艦射撃に榴弾を主用することで一定の効果を上げた。
大砲の威力は、砲弾の材質・構造・炸薬量が同等であれば、撃ち出す砲弾の重量と速度により決まる。砲弾の重量を決定するのは（砲弾の材質以外では）、砲弾の形状が相似であれば口径によって決まる。砲弾の形状がより長ければ、同一口径でも重量が増える。砲弾の速度を決定するのは、装薬の量と口径長である。口径長が大きければ、より長時間砲弾に運動エネルギーを与えるので、装薬の量が同じでも砲弾速度はより速くなる。ただし技術的限界を超えて装薬量を増やすと、砲身のブレによる命中率低下を招く。一般には口径が戦艦の主砲の威力をはかる基準値とされ、口径長は45口径前後で装薬量にも大差なく各国とも横並びであった。しかし例外もあり、第一次世界大戦までのドイツ戦艦は、装薬量を増やして砲弾速度を上げたため、口径ではひとまわり大きな英国戦艦の主砲と同等と言われていた。一方の英国戦艦は口径長の増大により対抗したこともあるが、結果として英国製50口径12インチ主砲は砲身のブレが大きく欠陥品とされる。第一次世界大戦後では、主砲の射程距離の延伸により、砲弾速度は重要な要素ではなくなった。長時間空中を進む砲弾の速度は空気抵抗により減少し、いくら高速で撃ち出しても最終的な砲弾速度には変わりがなくなったからである。むしろ山なりの砲弾が落下に転じた際の速度は砲弾重量によって決まるため、ほぼ砲弾重量のみが主砲の威力を決定することになった。第二次世界大戦時の米国戦艦の16インチ砲の砲弾は、長い形状によって重量を増しており、45口径砲は他国よりも砲弾速度は低速、50口径砲は他国の45口径と速度は同等であった。

### 副砲と高角砲
前弩級戦艦の時代は、近距離砲戦が主体であり、発射速度に優る多数の副砲が役に立った。
水雷艇が登場すると、これに対処するために副砲よりもさらに小型で、取り回しのよい砲を搭載した。また主砲は4門搭載する時代がしばらく続いたため、各国は戦艦の砲力拡大の際には、副砲を大型化、あるいは副砲より大型で主砲より小型の中間砲を装備する例がみられた（準弩級戦艦）。
その後、弩級戦艦の始祖たる「ドレッドノート」において、主砲の門数を10門に増加させた。そして多数の主砲を艦橋からの一元的な射撃管制により、遠距離砲戦での命中率を高め、搭載砲を主砲と対水雷艇用の7.6cm(3インチ)速射砲とし、それ以外の砲を廃止した。しかしながら続いて弩級戦艦を建造した他国海軍は、副砲を残した。弩級戦艦以降の副砲は、戦艦同士の近距離砲戦を目的としたものではなく、水雷艇、それより発達した駆逐艦などの、小型艦艇への対処を目的としたものとなった。主砲は旋回速度、単位時間あたりの射撃速度が低く、小型高速の艦への対処が困難だったためである。イギリス海軍も駆逐艦への対処のため、対水雷艇用であった速射砲を大型化し、事実上の副砲の復活となった。
前弩級戦艦時代から超弩級戦艦の時代にかけて、戦艦の副砲は、舷側にケースメイト配置され側方を指向する設計が多かった。日本では長門型までがこの形態である。一方で準弩級戦艦においては、中間砲は砲塔形式とし、舷側に配置するのが通例であった。1920年ごろより、副砲についても中間砲と同様に、連装または3連装の砲塔形式とし、2基を高い位置の船体中心線上に、残りを低い甲板上の側面に配置することで前方・後方・側方いずれに向けても一定数の砲門数を指向できる設計となった。ノースカロライナ級・大和型などがこの形態である。他に舷側に砲塔形式で前後方から2段の背負式配置とすることでやはり前方・後方・側方いずれに向けても砲門数を指向できる設計がキング・ジョージ5世級などに採用された。
アメリカが1934年に制式化した38口径5インチ砲（12.7cm砲）は、対艦射撃にも対空射撃にも使える両用砲だった。以後のアメリカの戦艦は副砲と高角砲をこの5インチ両用砲に一本化し、連装砲塔に納めて搭載した。イギリスも1940年に50口径5.25インチ両用砲（13.3cm砲）（en:QF 5.25 inch gun）を制式化し、アメリカと同じく副砲と高角砲を統合して、キング・ジョージ5世級に連装砲塔で搭載したが、副砲としての性能には問題がなかったものの高角砲としては速射性に欠けるなど欠点の多い砲だった。日本は両用砲の開発に遅れを取り事実上開発に成功しなかったので
副砲と高角砲の両方を装備し続けたが、大和型の15.5cm三連装副砲に零式通常弾・三式弾を組み合わせての対空射撃は効果的で速射性も良かったと用兵側には好評であった（しかし艦隊全体での絶対的な高角砲の門数が不足しており、また近接信管が開発されず旧来の時限信管しか使用しなかったことも日本海軍艦隊の防空能力の不足につながった）。
一方高角砲については、1920年ごろまでは航空機が未発達で戦艦の脅威になるとは全く考えられていなかったため、高角砲の搭載はされなかった。1920年ごろより高角砲の搭載が始まったが、この頃は7.6cm単装高角砲を4門と少威力・短射程の高角砲を少数積むのみであった。1930年ごろより次第に航空機の脅威が考慮し始められ、長門型では改装時に12.7センチ連装高角砲4基8門を搭載した。ヴィットリオ・ヴェネト級は新造時より9cm単装高角砲12門を搭載、ビスマルク級では10.5cm高角砲連装8基16門と3.7cm高角砲連装8基16門を搭載した。アメリカが高角砲に替わり5インチ両用砲を装備したのは前述のとおりだが、その門数としては1941年就役のノースカロライナ級で連装10基20門であった。
第二次世界大戦が始めるとすぐにタラント空襲・真珠湾攻撃・マレー沖海戦と航空攻撃によって戦艦が撃沈される事態がたてつづけに起こったため防空能力の強化が考えられ、旧型の戦艦では副砲を降ろして高角砲を追加する改装が行われた。しかし改装を行なっても金剛型で12.7cm砲12門に留まるなど、新造の時点で対空装備が重視されていたノースカロライナ級・サウスダコタ級・アイオワ級の5インチ両用砲20門には劣った。

### 甲鉄板（装甲）

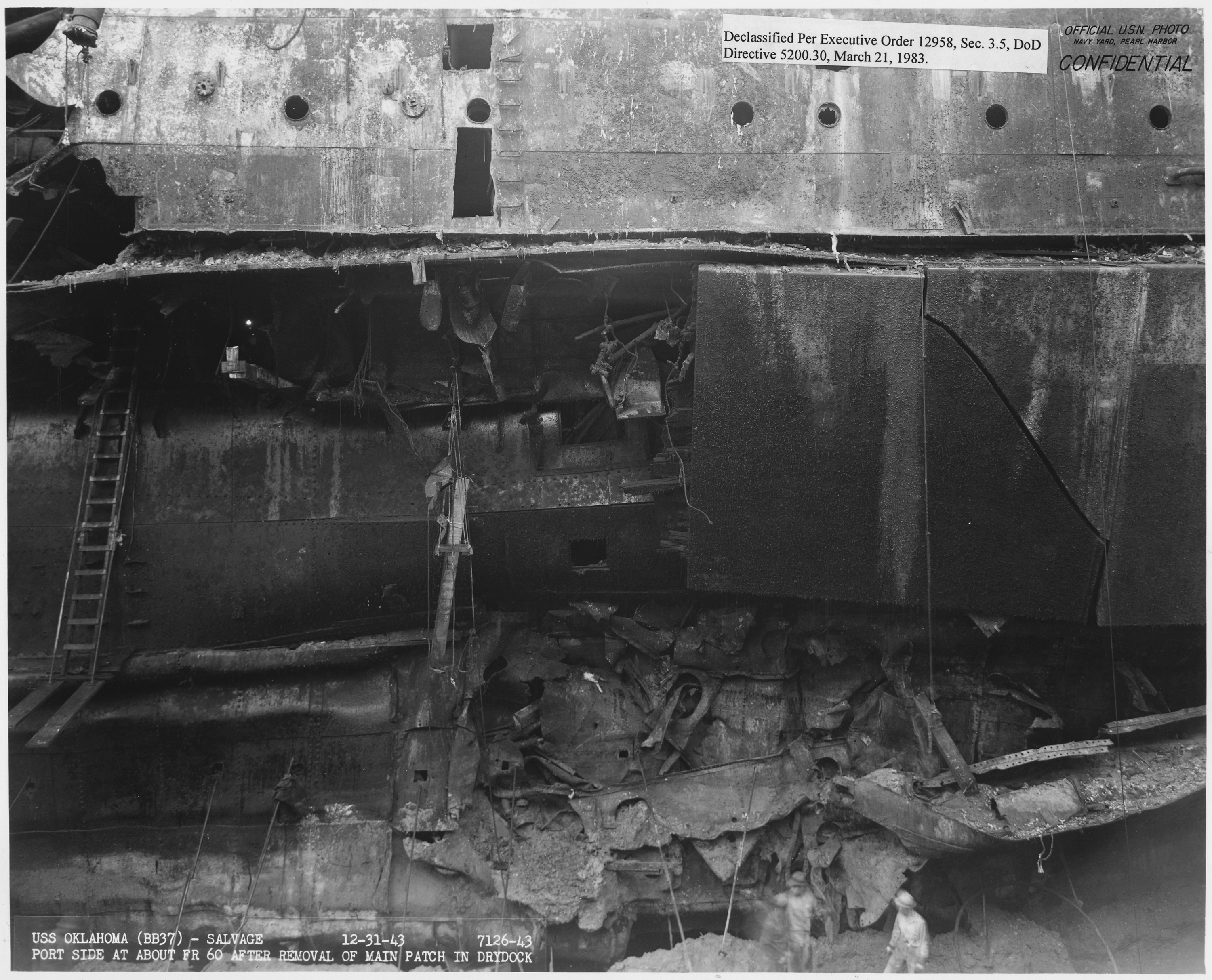
魚雷が命中して内側に押し込まれた戦艦オクラホマの舷側装甲（真珠湾）

飛来する敵弾をはね返す目的で装備される鉄板。自艦の搭載する主砲弾の攻撃に耐えられるだけの装甲を施すことが求められていた。艦の水線部近辺に垂直（後に傾斜して装備する装甲も生まれた）に装備する水線甲鉄と水平な甲板に装備する甲板甲鉄があり、どちらも特殊鋼でできている。甲鉄に求められる重要な性能は主に次の2点である。
1. 敵弾の侵入を阻止する硬さ
2. 衝撃を受けても割れにくいこと

これらは鉄鋼にとって相反する性能であり、従来技術では1種類の材質では達成が困難であった。そこで1890年代までは日本の初代戦艦「富士」などが、硬いがもろい鉄板を外側に、粘り強いが柔らかい鉄板を内側に張り合わせた「複合甲鉄」を用いていた。1890年代にアメリカ人のハーヴェイがニッケル鋼の表面に浸炭処理を施し、表面のみ硬化させて耐弾力を飛躍的に強化した「ハーヴェイ鋼」（ハーヴェイ・ニッケル鋼）を発明した。富士級の水線甲鉄は「複合甲鉄」で457mmあったが、敷島級は「ハーヴェイ鋼」、三笠は、クルップ鋼を使い 229mm に半減でき、耐弾力は富士を上回った。その後、甲鉄は順次改良が施されたが基本的には表面浸炭処理技術を用い続けている。
水線甲鉄の厚さは主砲の強化に従って増加し第一次世界大戦直前で255-305mm、第一次世界大戦期で305-330mm、「大和」では 遂に410mm に達した。一方、甲板甲鉄は第一次世界大戦まであまり問題にされず50-100mmだった。その後、ユトランド海戦の損害や戦後の実艦を用いたテストで、遠距離砲戦時の艦水平部への着弾が大きな損害につながることが判明し、第二次大戦前に建造された艦は甲板部の甲鉄を強化している。独が120mm、米英で150mm前後、仏伊で200mm未満、大和では200mm強の厚さがあり、砲弾だけでなく航空機による急降下爆撃にも十分な防御力を持っていた。しかし、甲板防御は水線防御に比べて広範囲を覆う必要性があり、装甲を水平に貼ることによる重量増加が懸念された。そのため、水線部の装甲を内側に傾斜させて装甲を貼る傾斜装甲方式が開発され、列強の多くはこぞって新戦艦に採用して重量の軽減化に努めたが、イギリスとドイツは独自の理論に基づき、イギリスはネルソン以降から再び垂直装甲に立ち帰り、一方ドイツは垂直装甲に固執した。
また、第一次世界大戦以降では、重量問題から艦全体に十分な装甲防御を施すのは困難であり中庸で不十分な装甲厚では無駄が多いとして、主要部分のみ十分な装甲厚を配分する「集中防御方式」が戦艦の防御の標準となった。ただしドイツ海軍の戦艦は独自の理論により、全体防御を採用し続けていた。
自艦の主砲弾に耐えられる装甲は戦艦の設計条件とされ、この定義を満たさず防御力を妥協して速力を高めた艦は巡洋戦艦と呼ばれる。ただしこれは結果論による定義であり、元来の巡洋戦艦は巡洋艦から発達したものである。逆に若干であるが防御力を妥協して速力を高めた戦艦も存在し、現実には「自艦の主砲弾に耐えられる装甲」という定義は絶対的なものではない。

### 水中防御
機雷や魚雷等による艦の喫水線以下に対する攻撃からの防御を「水中防御」と呼び、水面下の船体側壁を破られることで艦内に大量の水が浸水し、浮力や重量バランスを失い沈没や転覆したり、船体の傾斜により給弾できず継戦不能になるような事態を防ぐことである。このため、フランスの造船士官ルイ＝エミール・ベルタンは舷側水面下部分に「細分化された水雷防御区画を設け水密構造」にし、更に「囲堰と呼ばれる水線下防御隔壁装甲を設けることにより浸水をその区画だけに極限する方法」を1880年代に発表し、以降の各国戦艦に取り入れられ用いられている。後にこの水密区画の一部にあらかじめ液体を満たして衝撃を和らげながら浸水による重量不均衡を避ける方法も考え出された。
それまでほぼ無防備であった、水中爆発に対する防御用の装甲（水雷防御隔壁）を備えたのは、これもフランスで建造されたロシア戦艦ツェサレーヴィチが嚆矢であるとされている。当時の戦艦の多くは防護巡洋艦の甲板防御を取り入れており、水線近辺の位置に装甲を施した防御甲板を備え、その端を斜めに折り曲げて舷側装甲の下端に接続させていた。ツェサレーヴィチはこの斜め部分を真下に折り曲げて艦底部まで伸ばし、水中爆発に対する防御隔壁としている。
水中爆発による被害は、衝撃波、水圧、爆発による破片によりもたらされる。水中防御はこれらの被害を防ぐ事を目的としており、外板（爆発地点）から隔壁までの距離を十分に取り、その間に空虚部と燃料庫（石炭庫や重油タンク）を層にするなどして威力を減衰させる事を意図している。
防御方式には列強各国で特色があり、アメリカ合衆国はテネシー級以後、米国戦艦に採用された「多層水雷防御方式」は防御区画を何層にも設け、液体を満たした方式である。フランスはダントン級6番艦「ヴォルテール」以後から水密区画に半固形物を充填して被雷時の衝撃と水圧から隔壁を守る理想的な方式等が開発されて実戦で有効性が証明されていた。他の国でも独自の理論により開発を行っていたが、工作技術の未熟さや理論倒れのために効果的な防御力が得られなかった。また、戦艦は改装時に増大した重量で喫水線が下がるのを防止するため、舷側にバルジを装着される事があるが、バルジには浮力維持と同時に、水雷防御強化の意味合いもあった。
間接的防御として、浸水による転覆を防止するため、艦内各所への注排水装置が装備されて行った。これは浸水を排水するだけでなく、浸水で傾斜した艦の反対舷の空所に意図的に注水してバランスを保つもので、一例として、ユトランド沖海戦時に被雷により艦首が沈降し危機に瀕したドイツ巡洋戦艦ザイドリッツは、艦尾への注水によりどうにかバランスを保ち、沈没寸前ながらも港にたどり着いている。
「ドレッドノート」の登場前や第一次大戦時代の戦艦は、機雷への触雷や魚雷攻撃であっけなく沈没した艦が多いが、設計・造艦当時は元々機雷や魚雷の知見が少なく、これらの新兵器の急速な性能向上がこれらの戦艦の設計時の想定を超えていたといえる。その例として、日露戦争の初期に日本の「八島」と「初瀬」、ロシアの「ペトロパブロフスク」が機雷に触れて沈没している。魚雷などの爆発力は艦の外板から内部の防御装甲板までの距離の3乗に比例して弱くなるため、艦幅の大きい方が水中防御を施す上で有利となる。アメリカのサウスダコタ級が前級のノースカロライナ級より艦幅を大きくした理由はこの点にもあるとされている。
また砲弾に対する防御とは異なり、1920年代なかばまでの建艦常識では水中防御では分厚い鉄板は必ずしも必要ではなく、30-50mm程度の装甲でよいとされていたが、日本海軍はワシントン海軍軍縮条約により廃艦となったが進水は済ませるほどに建造が進んでいた戦艦「土佐」を実艦標的とした1924年の砲撃実験によって、艦の手前で着水した砲弾が水中を直進して艦体に命中し大きな被害を与える水中弾効果を確かめ、これに対する防御として水線下にも装甲を延長している。なお、水中弾効果はアメリカ海軍も1935年頃に実験によって同様の効果を確認し、これにより戦艦サウスダコタ級以降の米戦艦は水線下防御の観点から舷側装甲の一部を水線下から艦底部まで伸ばして水中弾に対応している。しかしノースカロライナ級以前の米戦艦に水中弾防御はなく、英独仏伊の新型戦艦も水中弾に対する防御を持たなかった。
戦艦時代の後期には、装甲も含む水密鋼板の取り付けをリベット工法から溶接工法に切り替える（当然水上部分にもあった）時代の動きがあったが、その適用には各国の基礎工業技術力や方針による部分があり、旧日本海軍は平賀譲のリベット工法主義（と中央隔壁主義）により、多くの戦艦を航空魚雷の被弾による水密喪失・浮力喪失・傾斜転覆で失っている。

### 機関
「ドレッドノート」以前の戦艦（前弩級戦艦）は、蒸気機関車と同じ構造の蒸気レシプロ方式であったが、「ドレッドノート」以後は一部の例外を除き蒸気タービン式を採用した。ドイツのポケット戦艦はディーゼル機関だった。第二次世界大戦前に日独で戦艦へのディーゼル機関採用の検討があったが信頼性や開発能力の関係で実現しなかった。
アメリカ合衆国は弩級戦艦以後にも一部の艦にレシプロ機関を採用していたが、この当時のタービン機関は燃費がレシプロに及ばなかったためである。その後の1920年代には蒸気タービンで発電機を回し、電気モーターでスクリューを回すターボ・エレクトリック方式によって、巡航時の蒸気タービンの燃費の悪さを改善しようとした試みがあった。この後、アメリカとフランスは、高温高圧の蒸気を生み出す高圧ボイラと高速回転するタービン軸を歯車でスクリュー・プロペラに適した回転数まで減速するギヤード・タービンの組み合わせで、ディーゼル機関に迫る高燃費のタービン機関の開発に成功した。イギリスとイタリアもギヤード・タービンは実用化していたが、燃費が悪いために航続距離が制限され、米仏に遅れをとった。
日本はイギリスで建造された金剛型巡洋戦艦がイギリス製のギヤード・タービンを採用し、扶桑型と伊勢型でもイギリス製をライセンス生産したギヤード・タービンとしたが、取り扱いに難があったため国内で改良を重ね、長門型以降は国産ギヤード・タービンを搭載、金剛型以降も改装時に換装している。

## 戦艦の分類

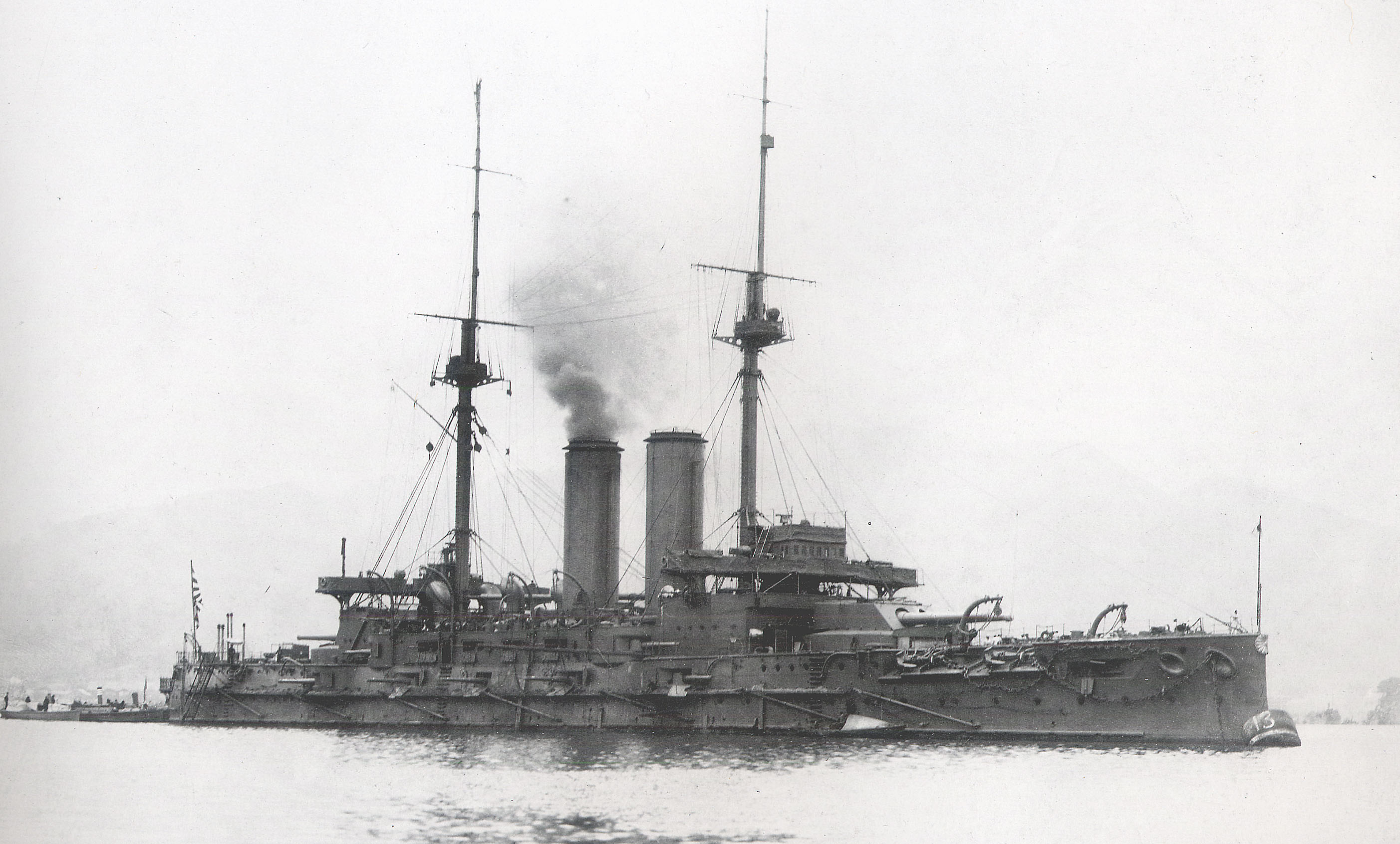
大日本帝国海軍の前弩級戦艦三笠（1905年頃）

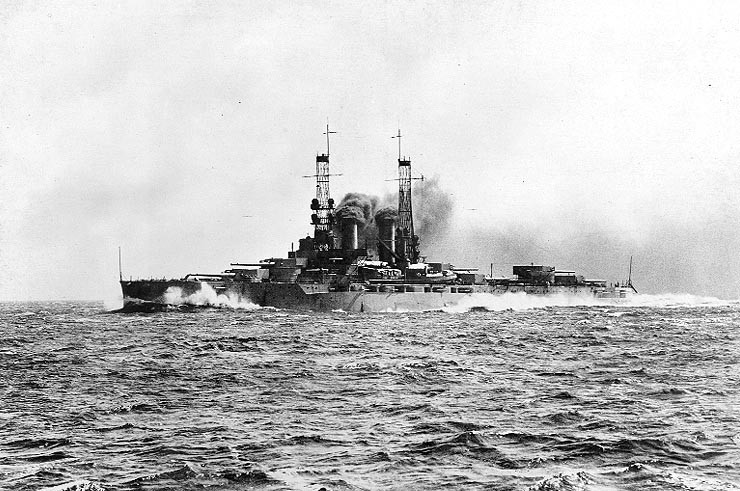
アメリカの弩級戦艦ワイオミング級「ワイオミング」。

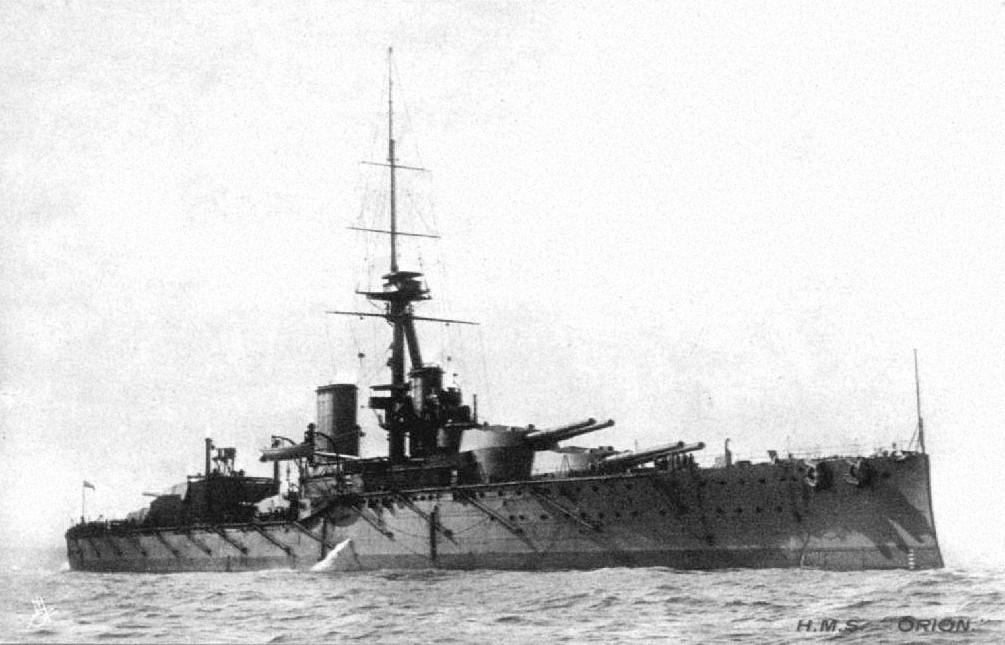
初の超弩級戦艦オライオン

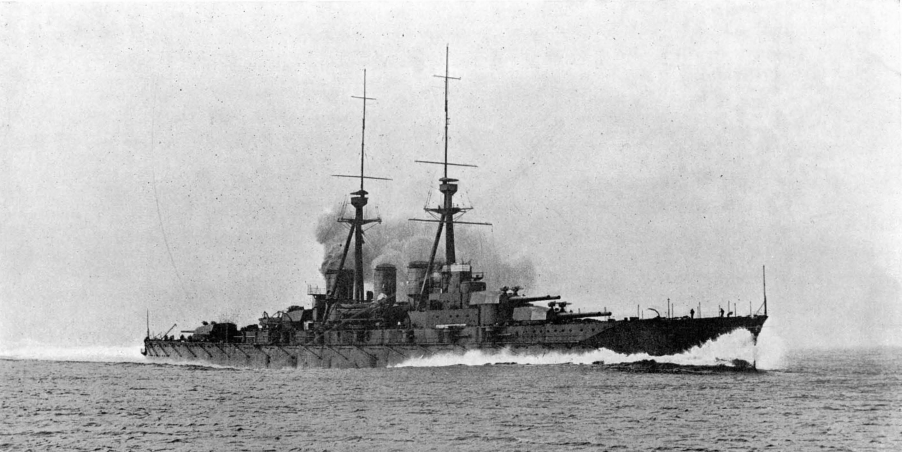
大正2年（1913年）5月8日、クライド湾で公試中の巡洋戦艦時代の「金剛」。3本の煙突からは、もうもうと黒煙が上っている。このときの全力公試では27.54ktを記録した

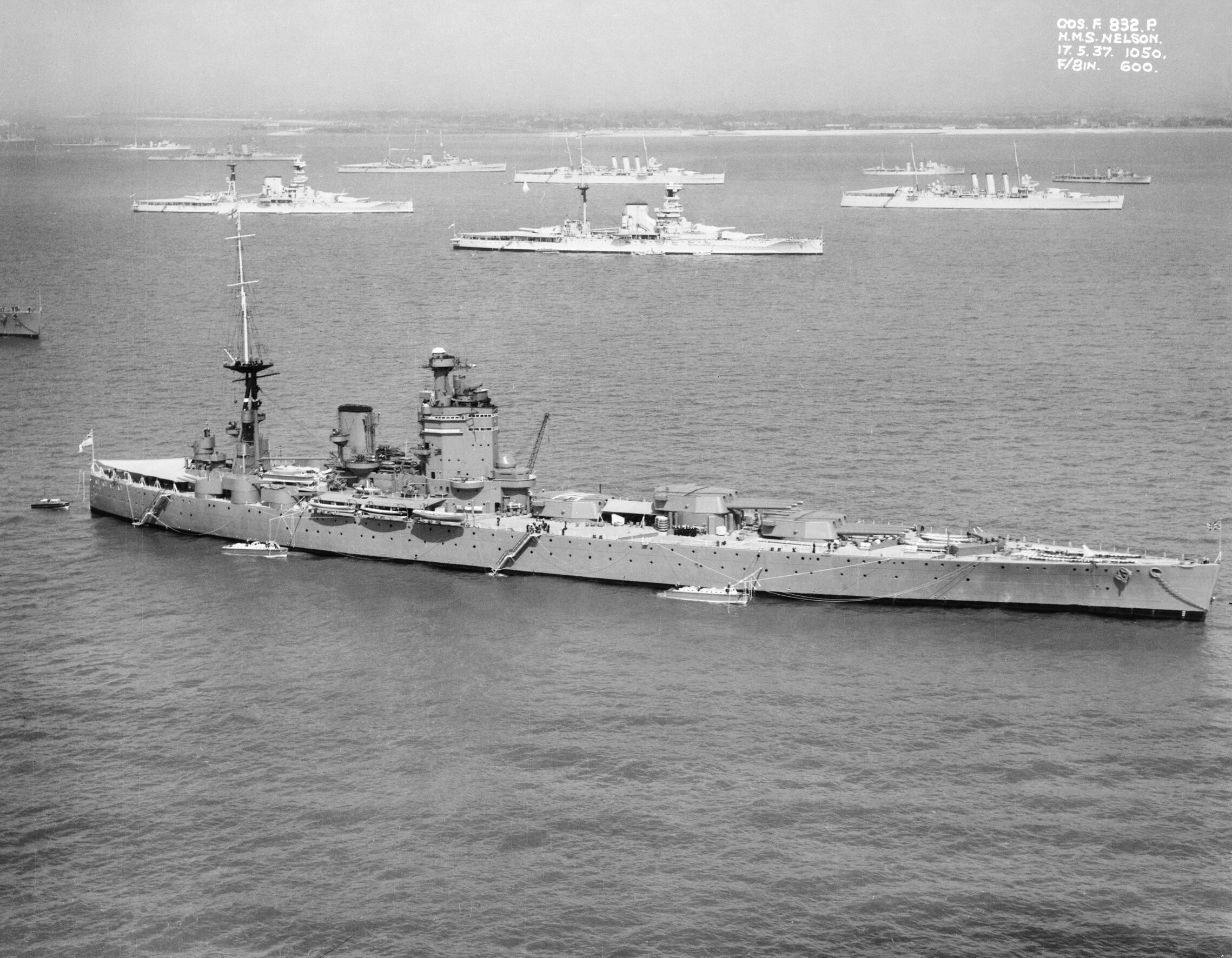
イギリスの条約型戦艦ネルソン

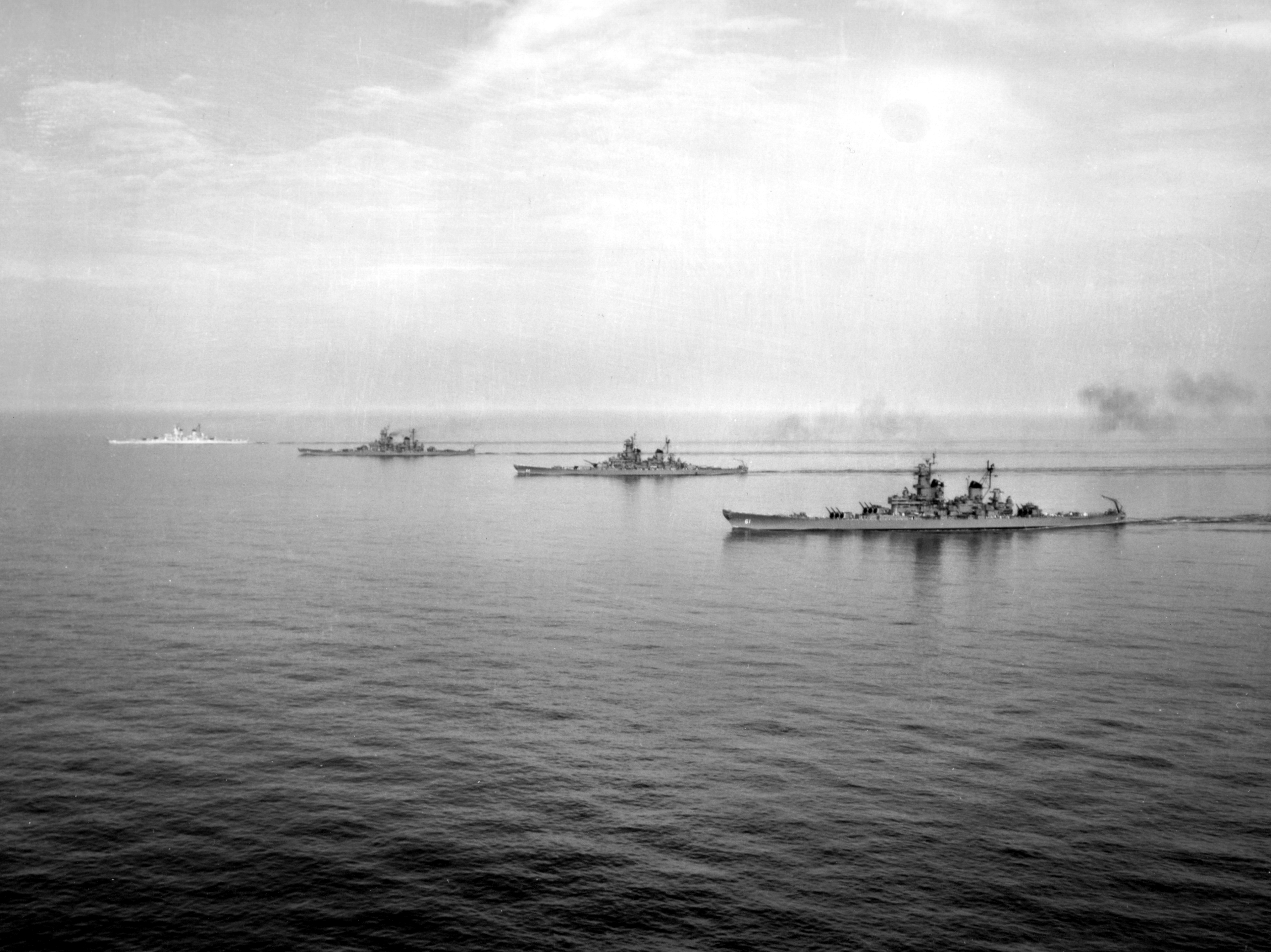
高速戦艦の代表格、アイオワ級戦艦の4隻。手前よりアイオワ、ウィスコンシン、ミズーリ、ニュージャージ

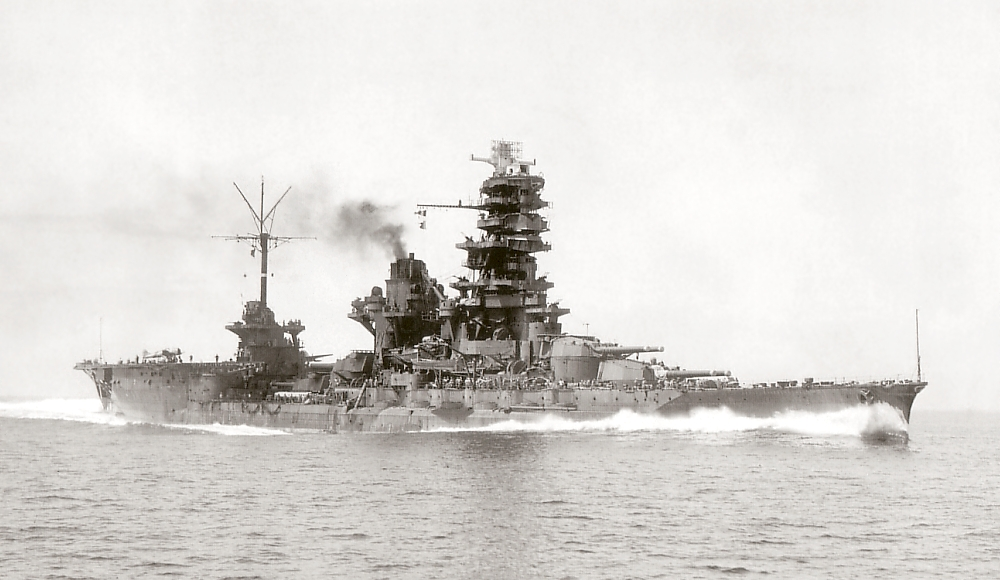
航空戦艦に改装された 伊勢

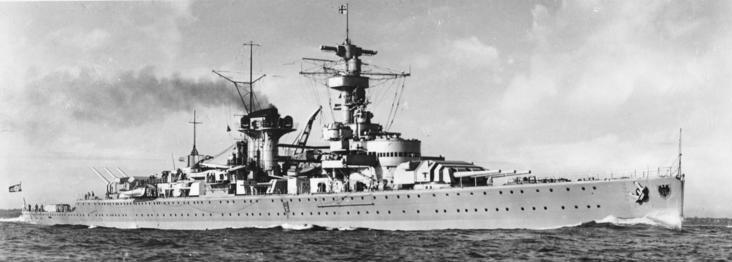
ドイツ海軍のドイッチュラント級装甲艦

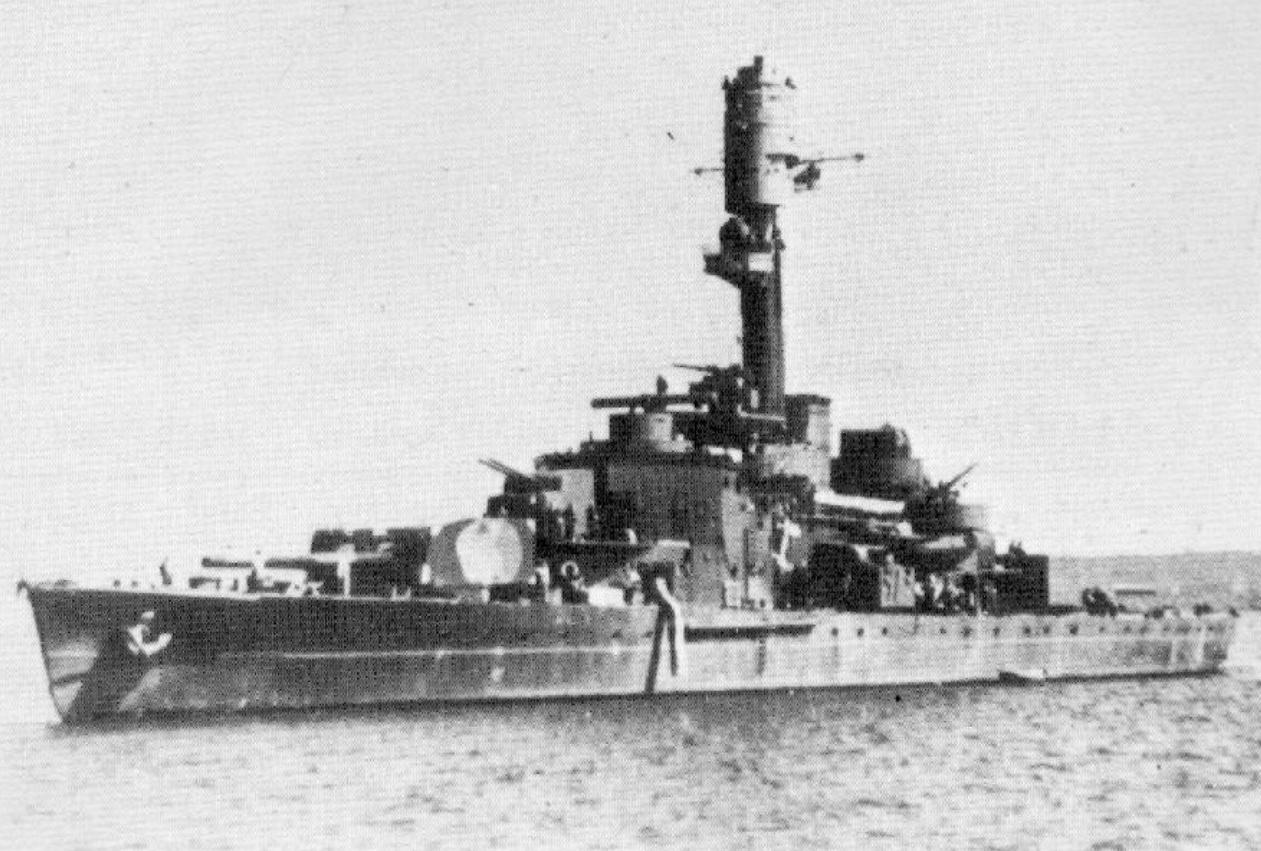
フィンランド海軍のヴァイナモイネン

前弩級戦艦（pre-Dreadnoughts）
戦艦という艦種の始祖とも言えるのが前弩級戦艦である。ドレッドノートが登場する以前の戦艦ということで、前弩級と呼ばれる。主砲を4門以下、10-15.2cmの副砲を多数搭載する。また水雷艇が登場すると、これを撃退するために7.6cm砲を多数追加した艦も存在する。例外的にドレッドノート以前にも4門を超える主砲を搭載する艦もあるが、後述する理由でこれらは前弩級戦艦に含める。
最初は主砲による遠距離砲戦から始まるが、この段階で主砲弾が命中することはほとんどなく、やがて接近して副砲を含めての撃ち合い、さらには衝角による体当たり攻撃で決着をつけるというのが、基本的な前弩級戦艦同士の戦いであった。しかし衝角は戦艦の時代において実戦で役立った例がなく、むしろ衝突事故の際に被害を拡大する結果となり、後述の弩級戦艦の時代には消滅した。
日本海海戦で主砲による長距離砲戦の有効性が示されたため、後述する弩級戦艦へと発展していく。
準弩級戦艦（semi-dreadnoughts）
前弩級戦艦が大型化・発展していく過程で、主砲と副砲以外に、17-25.4cmの中間砲（装甲巡洋艦の主砲クラス）を搭載するか、副砲自体が発展したものを指す。弩級に準じる砲力を備えるということで準弩級と呼ばれるが、主砲、中間砲、副砲、対水雷艇用の小型砲と4種類もの砲を制御するのは極めて困難だった。特に弩級戦艦との遠距離砲戦では主砲射程の違いから太刀打ちできないとされた。近距離砲戦では中間砲の速射性からくる豊富な弾量が相応の威力を発揮できたが、そもそも弩級艦の多くは準弩級戦艦より高速であり、自由に戦闘距離を選ぶことができるため圧倒的不利は変わらないとされた。そのため特に分類せずに前弩級戦艦に含める場合も多い。
弩級戦艦の時代になってから、主砲用と別に中間砲・副砲用の射撃管制装置を追加したものがあり、この改良を加えた艦は本当に弩級に準じる砲力を備えていたとも評された。
弩級戦艦（dreadnoughts）
28.3-30.5cm位の主砲を同じ口径（この場合は砲身長を指す）で8-14門装備する戦艦。前弩級戦艦では遠距離砲撃での主砲弾の命中はほとんど期待できなかったが、主砲の数を増やすことにより命中率を増した。また、ただ単に主砲を多数搭載するというだけでなく、艦橋から一元的に各砲台に方位・距離を指示することによって、遠距離砲戦に対応した。これ以前にも少数ながら4門を超える主砲を搭載した戦艦は存在するが、射撃指揮は各砲台でめいめいに行う撃ち放し式であり、遠距離砲戦で命中が期待できないことに変わりはなかった。
弩級の名称は、その始祖である英国戦艦ドレッドノートに由来する。ドレッドノートの場合は主砲を10門搭載すると同時に、軽量化のために中間砲・副砲を一切廃止し、対水雷艇用の小型砲だけを残すという徹底振りである。しかし、他国海軍の弩級戦艦の中には副砲を残したものが多数あり、ドレッドノートのその選択は誤りだったと言われる。その後英国戦艦も対水雷艇用の小型砲をより大型化し、事実上副砲が復活した。弩級戦艦に搭載する副砲は、近距離砲戦用というよりも、むしろ水雷艇に変わって脅威となった駆逐艦に対抗するために高威力よりも速射性能を重視したものとなった。
なお、大日本帝国海軍の河内型は、通常は弩級戦艦に分類されるが、実際には30.5cm（50口径）砲と30.5cm（45口径）砲を混載しているため全砲門に対する一元的な射撃指揮ができないことから、実質は準弩級戦艦であると注釈される場合が多い（海人社の世界の艦船シリーズなど）。ただし50口径砲の初速を抑えることで、弩級戦艦的な運用が可能ではあった。
超弩級戦艦（super dreadnoughts）
30.5cmを超える34.3cmの主砲を搭載する戦艦（オライオン級戦艦）が登場すると、マスコミは弩級を超えるという意味で、超弩級戦艦と報道した。ただしこれらは単に主砲の口径の違いによるものであり、弩級戦艦と基本的な構成においては差異がある訳ではない。重要なのは主砲口径と艦体サイズへの枷が取り払われたことで、超弩級戦艦の出現により大艦巨砲時代は本格的に開幕した。
主砲口径でオライオン級戦艦と同等以上の艦を超弩級と定義するのが一般的だが、前弩級戦艦の時代にも34.3cm、あるいはもっと大口径の主砲を持つ戦艦が存在した。また、32cm砲搭載のイタリア戦艦は弩級か超弩級か、あるいは28.3cmのドイツ戦艦の主砲は30.5cmの英国戦艦に威力で匹敵すると言われていたこともあり、「なら30.5cm主砲のドイツ戦艦は超弩級ではないか」といった、種々の異論が存在する。
巡洋戦艦（battlecruiser）
巡洋戦艦とは、その発祥において装甲巡洋艦の主砲を戦艦並みに強化した、戦艦よりも高速の艦である。一方で防禦力を犠牲とし装甲巡洋艦と同程度に抑えているが、強化している艦もある。こういった艦を、この艦種名で建造したのは、英国および日本のみである。
ドイツは英国巡洋戦艦に対抗して、同時期のドイツ戦艦よりもひとクラス小型の主砲と、若干劣る程度（ただし英国戦艦とは同等）の装甲を持っている艦を建造している。これらの艦はドイツ海軍では「大巡洋艦」に分類されており（大巡洋艦は、他国海軍でいう所の装甲巡洋艦や重巡洋艦を含む艦種）、英国巡洋戦艦とは性格が異なるものの、英国巡洋戦艦に対抗する艦種ということで巡洋戦艦に分類されている。
ユトランド沖海戦で防禦力を妥協した英国巡洋戦艦の問題点が露呈したため、一部の艦は防禦力強化の改修がなされた。金剛型は巡洋戦艦として建造されたが、第一次改装において装甲を増した際に速力が26ノットまで低下したため戦艦に類別変更され、第二次改装で機関を強化したことで再び30ノットの速力を得た際に（対外的には戦艦のままであったが）海軍内部の取り扱いが高速戦艦に再度変更された。
またドイツ海軍が戦艦として建造したシャルンホルスト級と、アメリカ海軍が大型巡洋艦として建造したアラスカ級も、巡洋戦艦に分類されることが多い。
特異な例として、旧ソ連海軍のキーロフ級ミサイル巡洋艦は、排水量ではドレッドノートを上回る大艦であり、ジェーン海軍年鑑において巡洋戦艦に分類されている。しかし現代的なミサイル艦が大型化したものであって、いわゆる第二次世界大戦までの巡洋戦艦とは全く性格が異なる艦である。
ポスト・ジュットランド型（post Jutland）
ユトランド沖海戦（独語読みでは ユートラント、英語読みではジャトランドであるが、日本では独語と英語を混ぜたような『ユトランド』あるいは『ジュットランド』なる読み方が少なくない）以降に、この教訓を取り入れて新造・ないし改装された戦艦・巡洋戦艦のこと。具体的には戦艦は速度の向上、巡洋戦艦は防御力の向上、そして戦艦・巡洋戦艦を問わず、それまで顧みられることのなかった水平防御の向上がなされた。弩級・超弩級戦艦の砲戦距離の増大に伴い、放物線を描いて飛来する砲弾は、舷側ではなく甲板に命中することが多くなった。主な艦では大日本帝国海軍の長門型が相当する。
なおユトランド沖海戦以前に建造された戦艦・巡洋戦艦でも、第二次世界大戦前までにこの海戦の戦訓に基づいた大改装を行い、速度あるいは防禦力を強化した艦は多数存在し、日本では金剛型以降のすべてが改装を受けている。
条約型戦艦（treaty battleship）
ワシントン海軍軍縮条約、第二次ロンドン海軍軍縮条約の規定に基づいて建造された戦艦。条約によって戦艦の進歩に枷がはめられることになったため、見るべき技術的特徴はない。日本においては前者は戦艦の新造の禁止という形になり、後者については批准していない。よって日本ではこのカテゴリに属する戦艦の建造はなされていないため、この言葉はあまり用いられない。
新戦艦（new battleship）
海軍休日時代が明けた1937年以降（ロンドン条約に参加しなかったフランス・イタリアにおいてはさらに数年前）に起工された戦艦。対空火力の大幅な強化と速力の増大（最低でも27ノット）が特徴で、主砲や砲弾、照準機器の性能向上により最大3万メートル前後の戦闘距離を確保している。
それまでの条約型戦艦とは次元違いの戦闘力を有するが、それは海軍休日時代の技術進歩を計画時から取り入れることができたからで、海軍休日という世代間断絶あってこそのレベル差でしかない。従って特に明確なコンセプトを持って生まれた新艦種ではなく、「新」戦艦と呼ばれるのも10-15年に及ぶ建造休止期間が明け「新たに」建造された戦艦という意味である。
一方で大和型戦艦を例外として、第2次ロンドン条約の影響もあり、主砲の大口径化には歯止めがかかり、従来戦艦並み、あるいはやや口径を抑えたものも存在する（主砲口径を増大させた艦の建造は構想のみで終わっている）。速力の増大という観点では後述の高速戦艦の分類と重なるものであり、それに含めることも多い。
高速戦艦（fast battleship）
超弩級戦艦の強力な火力・防御力を持ちながら、巡洋戦艦へも追いつける速力を持たせた「走・攻・防」3拍子揃った戦艦。英国戦艦クイーン・エリザベス級（24ノット）を始祖とする。
ユトランド沖海戦の戦訓から、この高速戦艦が超弩級戦艦の理想形であると再確認され列強国で建造が進み、その後は速力27ノットに達する戦艦が高速と見做され、さらには 30ノットが高速と見做されるようになった。ただし建造は、コスト・建造施設・防御面などで困難だったが、建艦競争が進んだ。また戦力面で巡洋戦艦を次第に駆逐していった。
つまり前述のポスト・ジュットランド型ともほぼ重なる。例えば巡洋戦艦フッドは防禦力を戦艦並みに強化しており、高速戦艦の特徴も持つ。日本の長門型（26ノット）も「ポスト・ジュットランド型戦艦」であると同時に「高速戦艦」でもあると言えるが、その後の改装で速度が低下した。
しかしながら、高速戦艦という用語は軍によって公式に定められた艦種でなく、何をもって高速戦艦であるかという明確な定義が存在せず曖昧である。例えば、新戦艦の中においては比較的速度が低い（27ノット程度）イギリス海軍のキングジョージV世級や大日本帝国海軍の大和型は、高速戦艦に含めないことも多い。一方でアメリカ海軍のノースカロライナ級やサウスダコタ級も同程度の速度だが、これらの艦については高速戦艦扱いする文献が少なくない。そもそも高速戦艦の始祖たるクイーン・エリザベス級からして、防御面で妥協している「巡洋戦艦的」な艦である。
逆に、単に高速の戦艦という意味では、クイーン・エリザベス級戦艦以前の戦艦も高速戦艦扱いする場合があり、例えばイタリア戦艦ダンテ・アリギエリ（24ノット）はこの時代の戦艦としては卓越した速度性能を持つため、高速戦艦に含まれる場合がある。
ただし例外もあり、フランス海軍のダンケルク級は、フランス海軍の公式呼称においてcuirassé rapideと分類されており、従来の戦艦のcuirassé d'escadreと区別されていて、公式艦種として高速戦艦であるといえる。また艦種名ではなく作戦用語ということになるが、太平洋戦争中に大日本帝国海軍の内部において作戦立案等に用いられた公式用語では、30ノットを出せる金剛型4隻のみが「高速戦艦」として別扱いをされ、30ノット未満しか出せない他の「戦艦」と区別されていた。
アメリカ海軍のアイオワ級戦艦は30ノットの速力を持った。
航空戦艦（aircraft carrier battleship / battlecarrier）
戦艦としての大口径砲を装備し、かつ航空母艦または水上機母艦に準ずる航空機運用能力を持っている軍艦のこと。航空母艦の黎明期においては、まだ航空母艦それ自体のコンセプトが固まっていなかったことと、当時はまだ航空機の航続力が小さく航空母艦も砲戦の機会があると考えられたため、一定の水上戦闘能力が必要と考えられ考案された艦である。
最初の航空戦艦と呼べる艦はフューリアスであり、建造途中よりの設計変更で艦前部に飛行甲板、後部に主砲という姿で完成した。本艦は空母の基本構成を模索する過程で生まれた徒花と呼べる存在で、空母という艦種の基本構成を固める上で重要な役割を果たした艦である。その後ワシントン海軍軍縮条約によって空母の備砲の制限（空母の名目で戦艦に匹敵する砲力の艦を建造するのを防ぐため）がなされたため、この種の艦は建造されなかった。
条約明けの海軍休日時代以降様々な航空戦艦が提案されたが実現例はなく、伊勢型の2隻のみが既存艦よりの改修という形で、航空機24機を搭載する航空戦艦となった。しかし搭載すべき航空機がなかったがために、航空戦艦としての実際の運用はなされないままで終わった。
ポケット戦艦（pocket battleship）
ヴェルサイユ条約の制限下においてドイツが建造したドイッチュラント級装甲艦は、正確には戦艦とは言えないが、マスコミはこぞって「ポケット戦艦」としてもてはやした。日本では豆戦艦とも言われた。主砲は28.3cmを6門搭載し弩級戦艦に匹敵する火力を持つが、装甲防御は巡洋艦級でしかなかった。しかし「速さで戦艦に、攻防力で巡洋艦に優る」というドイツの宣伝上手にフランスの世論は危機感を抱き、結果として新造艦の予算がつかなかったフランス海軍にダンケルク級戦艦の建造を承認させ、これに始まる独仏伊の建艦競争の引き金となり、欧州の新戦艦建造に大きな影響をもたらした艦である。
海防戦艦（Coast defense battleship / Coast Battleship）
主に中小国海軍において沿岸防衛に用いられる、低速で（戦艦に比べれば）小型の艦。艦体に比して大型の主砲を搭載する。前弩級戦艦並みの砲力を持つものは立派な小型戦艦と言えるかもしれないが、巡洋艦程度の砲力しか持たない艦も海防戦艦と呼ばれており、これらまで含めて戦艦と呼ぶことには異論もある。なお、これらの艦は防御力において重巡洋艦から前弩級戦艦くらいの装甲を持つ。
ミサイル戦艦（guided missile battleship）・ミサイル巡洋戦艦（guided missile battlecruiser）
いわゆるミサイル巡洋艦、ミサイル駆逐艦という艦種が存在するように、戦艦においてもミサイル戦艦という艦種が構想されたことがある。1950年代においてアイオワ級戦艦をミサイル艦化しようという構想があったが、結局実現しないままに終わった。
ニューメキシコ級戦艦の「ミシシッピ」は1950年代の改装でテリア対空ミサイルシステムを搭載したが、これは練習兼砲撃実験艦という位置づけによってであり、実戦用の艦としてのミサイル戦艦ではない。1980年代において、アイオワ級戦艦の現役復帰に伴いミサイル装備が行われたが、追加装備的なものであり、本格的ミサイル戦艦とは言い難い。
1990年代後半のアメリカ海軍においては、『21世紀の戦艦』と銘打ったアーセナル・シップと呼ばれるミサイル艦の開発計画があったが、結局実現はされなかった。ミサイルは小型艦にも搭載できる兵器であり、あえて戦艦クラスの大型艦に搭載する必要性が小さいことが、最大の問題点である。
その点で例外と言えるのが、旧ソ連海軍のキーロフ級ミサイル巡洋艦である。名前こそ巡洋艦であるが、初期の戦艦を排水量で上回る大型艦であり、ジェーン海軍年鑑はこれを巡洋戦艦に分類している。搭載するP-700グラニードは、長射程の大型ミサイルであり、戦艦クラスの大型艦にしか搭載できない兵器である。ただしこのような高コストのミサイルの必要性そのものに疑問が投げかけられ、ロシア海軍ではより小型で射程距離を妥協したP-800をP-700の後継とした。キーロフ級の搭載ミサイルも、順次置き換えられているが、あえてこのクラスの大型艦を建造する必要性は失われている。

## 「戦艦」以外の巨砲搭載艦船
本来の「戦艦」には分類されないが戦艦と同等の巨砲を搭載した艦艇の例をここにあげる。
- モニター艦 低乾舷の船体に砲塔式の主砲を搭載した軍艦。戦艦の主砲塔を流用したものがある。
- ロシア 円形砲艦ノヴゴロド（1874年、2,491t、28cm砲2門）
  - 大砲を撃つことだけを考えて建造された円形平底の艦。「セヴァストポリ要塞周辺にて運用する、移動可能な水上砲台」とのコンセプトの基建造された。
- 日本 防護巡洋艦松島型3隻 通称三景艦（1891年仏国製、4,278t、32cm砲1門）
  - 日清戦争前に清国の戦艦定遠級2隻（1879年独製、7,220t、30.5cm砲4門）に対抗するため急遽建造された。艦の大きさに比べて主砲が過大であり、旋回させると艦が傾き、発砲すると衝撃で進路まで変わってしまうほどだった。日清戦争では主力艦として活躍し、黄海海戦では多数装備された副砲の12cm速射砲が活躍したが、主砲は3隻で12発を撃っただけで戦果はなかった（一説によると1発命中したという）。なお、建造に当たっては当初、イギリスに依頼をしていたが、当時としては非常識な注文だったため断られた。その後、イギリスへの対抗意識があったフランスが注文を受けてようやく建造されることとなった。
- イギリス カレイジャス級2隻（1917年、18,600t、38.1cm砲4門）フューリアス（1917年、19,100t、45.7cm砲2門）
  - 第一次大戦でイギリスが対独上陸戦用に建造した大型軽巡洋艦。フューリアスは上記内容で設計されたが、完成時には前甲板の砲を撤去し飛行甲板を設け、後部に45.7cm砲1門を備えていた。対独上陸作戦は行なわれなかったため活躍の場はなく、戦後は3隻とも航空母艦に改装され、空母として第二次世界大戦に参加した。
- イギリス M級潜水艦3隻（1917年?、1,650t、30.5cm砲1門）
  - 第一次大戦中に陸上砲撃用として建造された潜水艦。本来隠密行動すべき潜水艦に大きな音・光・煙を発する巨砲を搭載するのは矛盾であり、ほとんど活躍しなかった。
- ドイツ ポケット戦艦ドイッチュラント級3隻（1933年、11,700t、28.3cm砲6門）
  - 第一次大戦の敗戦国ドイツがヴェルサイユ条約の制限下（1万t以下、30.5cm砲以下）に建造した艦。排水量は1万tと公表されていたが実際は制限を超えていた。重巡洋艦並みの防御と艦体に大口径砲を装備し大きな航続力を有し、第二次大戦初頭には通商破壊艦として活躍した。
    - ドイッチュラント、アドミラル・グラーフ・シュペー、アドミラル・シェーア

戦艦は本来 battleship の直訳語である戦闘艦の略語が大日本帝国海軍他で使用された名詞であるが、今日では戦闘艦の意味が Combatant ship 相当へ、 沿海域戦闘艦 の影響もあって変化し（少なくとも戦艦からコルベットまでを含む）、戦闘艦＝戦艦の意味で軍事有識者が使うことは稀となったが、古い文献等では注意を要する。また敢えてか無知かは別に、現代でも現代的意味の戦闘艦（Combatant ship）の略語として戦艦と云う用語を使う、或いは軍艦の意味で戦艦と云う用語を使う、メディア・個人・団体は存在する。

## アメリカ海軍公式略号
アメリカ海軍公式の戦艦を表す略号は、battleshipの頭文字Bを2文字重ねたBBである。
イギリス海軍も略号として同じくBBを用いた。
イギリス海軍公式略号の巡洋戦艦を表す略号はBattlecruiserからBCである。アメリカ海軍は公式に巡洋戦艦に分類する艦を建造しなかったのでBCは使用したことがない。
アメリカのアラスカ級は、非公式な用法で巡洋戦艦扱いされる場合もあるが（前述）、アメリカ海軍公式には大型巡洋艦(Large Cruiser)であるので、略号はCBになる。CLは軽巡洋艦のLightに取られてしまっているので、CruiserのCにBigのBである。
日本あるいは米英以外の国においても、海軍関係の文脈において略号を用いるときはBB・BC・CBで通用する。